# Élections législatives de 2007 en Île-de-France
Liste des candidats à la députation en Île-de-France en juin 2007.

## Seine-et-Marne(77)

### 1recirconscription
Cantons de Melun-Sud, Le Mée-sur-Seine, Perthes et Savigny-le-Temple
| Candidat (suppléant)                          | étiquette        | %       | Suffrages |
| Jean-Claude Mignon (Cathy Bissonnier)         | UMP              | 49,11 % | 24 021    |
| Marie-Line Pichery (Stéphane Digol-Ndozangue) | PS               | 23,91 % | 11 692    |
| Aude Luquet (Maurice Pollet)                  | UDF-Modem        | 10,58 % | 5 174     |
| Jean-Marc Brûlé (Véronique Billand)           | Les Verts        | 4,56 %  | 2 231     |
| Pierrette Magnien (Sébastien Mollot)          | FN               | 3,84 %  | 1 879     |
| Corinne Bluteux (Sandrine Ouzoulias)          | PCF              | 2,69 %  | 1 315     |
| Jean-Michel Richard (Pascal Ferry-Huiban)     | LCR              | 2,64 %  | 1 289     |
| Dawé Zanife (Roger Mounyol)                   | Le Trefle        | 0,82 %  | 401       |
| Catherine Van Cauteren (Almash Patel)         | LO               | 0,65 %  | 317       |
| Catherine Rascovschy (Alain Lebegue)          | MNR              | 0,63 %  | 309       |
| Gaston Lebois (Sandrine Buccolieri)           | France en action | 0,58 %  | 282       |

- M. Mignon échoue à être élu dès le premier tour pour 434 voix. Il affrontera au second tour Mme Pichery, adjointe au maire de Savigny-le-Temple.

### 2ecirconscription
Cantons de La Chapelle-la-Reine, Château-Landon, Fontainebleau, Lorrez-le-Bocage-Préaux et Nemours
- UMP : Didier Julia 35,0 % (sortant)
- Divers droite : Frédéric Valletoux 21,2 %, 40 ans, maire de Fontainebleau
- PS : Nelly Renaud-Touchard 18,2 %, fut déjà candidate aux législatives dans cette circonscription en 1997 et 2002, présente au second tour à chaque fois
- UDF - Mouvement démocrate : Charles Napoléon 8,8 %
- FN : Marie d'Herbais 4,6 %
- Verts : Liliane Pays 3,7 %, 56 ans, conseillère régionale
- PCF : Francine Daupias 1,9 %
- MPF : Jean-Pierre Chamayou 1,0 %
- CPNT : Valérie Baudrillart 0,8 %

### 3ecirconscription
Cantons du Châtelet-en-Brie, Melun Nord, Montereau-Fault-Yonne et Moret-sur-Loing
- UMP : Yves Jégo 49,6 % (sortant), maire de Montereau-Fault-Yonne[1]
- MRC-PS : Sami Naïr 13,1 %, universitaire, ancien député européen
- UDF - Mouvement démocrate : Patrick Septiers 11,0 %, 52 ans, maire de Moret-sur-Loing
- MARS-GR : Pierre Carassus 11,0 % Maire de Vaux-le-Pénil, vice-président de la communauté d'agglomération Melun-Val de Seine, député de 1995 à 2002.
- FN : Jean-François Jalkh 4,8 %, 50 ans, conseiller régional, conseiller municipal d'opposition de Melun
- Verts : Hélène Lipietz 4,1 %, 49 ans, conseillère régionale
- MPF : Carole Joguet 1,0 %

### 4ecirconscription
Cantons de Bray-sur-Seine, Donnemarie-Dontilly, La Ferté-Gaucher, Nangis, Provins, Rebais, Rozay-en-Brie et Villiers-Saint-Georges
- UMP : Christian Jacob 54,7 (élu) (député élu en 2002), maire de Provins
- PS : Serge Rossière Rollin 18,8 %, maire de Donnemarie-Dontilly
- UDF - Mouvement démocrate : Jacques Benoit 6,7 %
- FN : Pascal Aberlen 6,2 %
- PCF : Simone Jerome 3,5 %
- Verts : Stéphane Ferrari 3,0 %, 37 ans
- CPNT : Landry Alain 1,5 %
- MPF : Marie-Christine Van Kempen 1,1 %

### 5ecirconscription
Cantons de Coulommiers, Crécy-la-Chapelle, La Ferté-sous-Jouarre et Meaux Sud
- UMP : Franck Riester 48,6 %, adjoint au maire de Coulommiers, remplace le sortant Guy Drut qui ne se représentait pas
- PS : Marie Richard 24,6 %, vice-présidente du conseil régional et maire de La Ferté-sous-Jouarre
- UDF - Mouvement démocrate : Josy Mollet-Lidy 7,5 %, Adjoint au Maire de Coulommiers, et conseillère régionale
- FN : Alain Bruneau 5,8 %, fut déjà candidat mais dans la 4e circonscription en 2002
- Verts : Yvon Trégoat 2,7 %
- PCF : Russel Yates 2,0 %
- MPF : Danièle Carrez 1,5 %, maire de Montry

### 6ecirconscription
Cantons de Dammartin-en-Goële, Lizy-sur-Ourcq, Meaux Nord et Mitry-Mory
- UMP : Jean-François Copé 54,3 % (élu) (député élu en 2002), maire de Meaux
- PS : Monique Papin 18,8 %, 60 ans, maire de Dammartin-en-Goële
- PCF : Jean-Pierre Bontoux 7,9 %
- UDF - Mouvement démocrate : Yannick Peran 5,8 %
- FN : Marie-Christine Arnautu 5,6 %, 54 ans, conseillère régionale
- Verts : Julie Nouvion 2,0 %, 24 ans
- MPF : Georges Martin 0,7 %, 70 ans, dissident du RPR et du RPFIE

### 7ecirconscription
Cantons de Chelles, Claye-Souilly, Lagny-sur-Marne et Vaires-sur-Marne
| Nom du candidat | Parti                | Résultats 1er tour | Résultats 1er tour | Résultats 2e tour | Résultats 2e tour |
| Nom du candidat | Parti                | %                  | Voix               | %                 | Voix              |
| --- | -------------------- | ------------------ | ------------------ | ----------------- | ----------------- |
| Yves Albarello maire de Claye-Souilly, conseiller régional, suppléant du sortant Charles Cova qui ne se représentait pas | UMP                  | 46,4 %             | 22 880             | 55,5 %            | 26 094            |
| Émeric Bréhier | PS                   | 24,8 %             | 12 245             | 44,5 %            | 20 930            |
| Sylvie Angeli conseillère municipale de Saint-Thibault-des-Vignes                                                        | UDF-Modem            | 8,6 %              | 4 247              |                   |                   |
| Julien Sanchez conseiller régional des jeunes                                                                            | FN                   | 5,3 %              | 2628               |                   |                   |
| Cécile Gilbert | Les Verts            | 3,6 %              | 1 778              |                   |                   |
| Jean-Marc Ferrand adjoint au maire de Chelles                                                                            | PCF                  | 4,1 %              | 2 024              |                   |                   |
| Thierry Jallas | Alternative libérale | 0,3 %              | 160                |                   |                   |

### 8ecirconscription
Cantons de Champs-sur-Marne, Thorigny-sur-Marne (sauf Serris, Magny-le-Hongre et Bailly-Romainvilliers), Noisiel, Roissy, Torcy
- UMP : Chantal Brunel 46,3 % (sortante), conseillère régionale
- PS : Olivier Faure 29,0 %, 38 ans
- Mouvement démocrate : Jean Calvet 7,9 %, 57 ans, conseiller général pour le canton de Thorigny-sur-Marne, maire adjoint de Pontault-Combault
- PRG : Lionel Pont 0,3 %, 36 ans
- PCF : Sylvie Fuchs 3,6 %, maire-adjointe de Roissy-en-Brie
- Verts : Antoine Parodi 2,8 %, 25 ans, conseiller municipal d'opposition de Noisiel
- MPF : Jacques Déstère 0,8 %
- PRG : Lionel Pont 0,3 %, 36 ans
- Alternative libérale : Emmanuel Prost 0,3 %, 36 ans

### 9ecirconscription
Cantons de Brie-Comte-Robert, Combs-la-Ville, Mormant, Pontault-Combault et Tournan-en-Brie
- UMP : Guy Geoffroy 47,1 % (sortant), maire de Combs-la-Ville
- PS : Jacques Heuclin 28,1 %, maire de Pontault-Combault
- UDF - Mouvement démocrate : Yannick Guillo 8,0 %
- FN : Martine Clément-Launay 4,8 %
- Verts : Michèle Tsevery 2,9 %, 52 ans, adjointe au maire de Lieusaint
- PCF : Antoine Blocier 2,3 % , maire-adjoint de Pontault-Combault
- MPF : Thierry Ferret 1,1 %, 46 ans

## Yvelines(78)

### 1recirconscription
Juliette Quinten, candidate PS de la 3e circonscription des Yvelines, était la plus jeune candidate de ces élections législatives 2007. Elle avait eu 23 ans (âge minimum pour être candidat) trois jours seulement avant le premier tour.
| Circonscription     | Député sortant | Cantons                                                                  |
| ------------------- | -------------- | ------------------------------------------------------------------------ |
| 1re circonscription | Étienne Pinte  | Versailles-Nord, Versailles-Nord-Ouest, Montigny-le-Bretonneux, Viroflay |

| Ordre | Candidat                   | Étiquette politique     | Fonction                                                           | Âge    | Suppléant          |
| ----- | -------------------------- | ----------------------- | ------------------------------------------------------------------ | ------ | ------------------ |
| 1     | Michel Bayvet 3,9 %        | FN                      | Conseiller régional                                                | 79 ans | Véronique Montjean |
| 2     | Jacques Roze 4,5 %         | MPF                     |                                                                    |        | Alexandre Delport  |
| 3     | Michel Franquet 1,5 %      | La France en action     |                                                                    |        | Anne-Marie Andary  |
| 4     | Étienne Pinte 46,6 %       | UMP                     | Maire de Versailles                                                | 68 ans | Suzanne Blanc      |
| 5     | Yves Jegou 0,6 %           | MNR                     |                                                                    |        | Philippe Blanchard |
| 6     | Florence Bedague 0,6 %     | LO                      |                                                                    |        | Sylvie Birien      |
| 7     | Jean-Luc Manceau 4,6 %     | Les Verts               |                                                                    |        | Françoise Fiat     |
| 8     | Rita Charles 1,9 %         | LCR                     |                                                                    |        | Alain Quellier     |
| 9     | Sylvie Faucheux 22,1 %     | PS                      | Présidente de l'Université de Versailles-Saint-Quentin-en-Yvelines | 46 ans | Philippe Marguerit |
| 10    | Valérie Ohannessian 12,1 % | UDF-Mouvement démocrate |                                                                    |        | Julien Oechsli     |
| 11    | Jean Lavollay 1,6 %        | PCF                     |                                                                    |        | Julien Iborra      |

### 2ecirconscription
| Circonscription    | Député sortant   | Cantons                                        |
| ------------------ | ---------------- | ---------------------------------------------- |
| 2e circonscription | Valérie Pécresse | Chevreuse, Vélizy-Villacoublay, Versailles-Sud |

| Ordre | Candidat                       | Étiquette politique        | Fonction                                                                       | Âge    | Suppléant            |
| ----- | ------------------------------ | -------------------------- | ------------------------------------------------------------------------------ | ------ | -------------------- |
| 1     | Valérie Pécresse 54,8 % (élue) | UMP                        | Ministre de l'Enseignement supérieur et de la Recherche, conseillère régionale | 39 ans | Yves Vandewalle      |
| 2     | Edmond Kameni 10,5 %           | UDF-Mouvement démocrate    | Directeur administratif et des ressources humaines                             | 37 ans | Corinne Prezelj      |
| 3     | Michel Golliard 3,2 %          | FN                         | Cadre dans l'industrie automobile                                              | 46 ans | Bernard Daubigney    |
| 4     | Esther Penouilh 2,3 %          | PCF                        | Secrétaire de direction                                                        | 53 ans | Frédéric Bordier     |
| 5     | Anne-Laure Maleyre 1,8 %       | MPF                        | Responsable comptabilité                                                       |        | Régis de Preaudeau   |
| 6     | Patrick Planque 4,9 %          | Les Verts                  |                                                                                |        | Claudine Parayre     |
| 7     | Claudine Michoux 0,7 %         | LO                         | Enseignante                                                                    |        | Pascal Alessandri    |
| 8     | Fabien Baron 0,9 %             | La France en action        |                                                                                |        | Dorothée de Bizemont |
| 9     | Véronique Fafin 18,4 %         | PS                         | Infirmière                                                                     | 48 ans | Michel Rombaut       |
| 10    | Florence Marschal 0,4 %        | MRC                        | Comédienne                                                                     | 43 ans | Denis Espagno        |
| 11    | Sylvia Bailey 0,4 %            | Debout la République       |                                                                                |        | Patrick Finotto      |
| 12    | Roger Devillaire 0,3 %         | MNR                        |                                                                                |        | Yann Greiner         |
| 13    | Pascal Casimir-Perrier 1,3 %   | Mouvement social démocrate | Comptable                                                                      | 35 ans | Ralph Demarteau      |

### 3ecirconscription
| Circonscription    | Député sortant  | Cantons                                                 |
| ------------------ | --------------- | ------------------------------------------------------- |
| 3e circonscription | Christian Blanc | La Celle-Saint-Cloud, Le Chesnay, Saint-Nom-la-Bretèche |

| Ordre | Candidat                        | Étiquette politique                  | Fonction | Âge    | Suppléant               |
| ----- | ------------------------------- | ------------------------------------ | -------- | ------ | ----------------------- |
| 1     | Stéphane Galardini 0,9 %        | Le Trèfle - Les nouveaux écologistes |          |        | Jean-Marc Epelbaum      |
| 2     | Marie-Clotilde de Brosses 2,4 % | FN                                   |          |        | Gilbert Lemoine         |
| 3     | Éric Prosé 0,3 %                | Alternative libérale                 |          |        | Christian Tarro Tomà    |
| 4     | Danièle Steer 1,2 %             | PCF                                  |          |        | Michel Chaumont         |
| 5     | Philippe Larrat 0,6 %           | LO                                   |          |        | Sophie Marchal          |
| 6     | Pascale Chaffanel 0,6 %         | La France en action                  |          |        | Catherine Dionisi       |
| 7     | Juliette Quinten 14,6 %         | PS                                   |          | 23 ans | Stéphane Gozlan         |
| 8     | Christian Blanc 50,8 (élu)      | Parti social libéral européen        |          |        | Colette Le Moal         |
| 9     | Philippe Brillault 12,9 %       | UMP (exclu du parti)                 |          |        | Christian Gardel        |
| 10    | Annie Coupas 2,2 %              | Les Verts                            |          |        | Lévy Gérard             |
| 11    | Denis Flamant 11,5 %            | UDF - Mouvement démocrate            |          |        | Sandrine Tregine-Regent |
| 12    | Edith Orozco 1,5 %              | MPF                                  |          |        | Guillaume Maignien      |
| 13    | Florence Dupont 0,4 %           | MNR                                  |          |        | Marcelle Pras           |

### 4ecirconscription
| Circonscription    | Député sortant   | Cantons                        |
| ------------------ | ---------------- | ------------------------------ |
| 4e circonscription | Pierre Lequiller | Chatou, Houilles, Marly-le-Roi |

| Ordre | Candidat                    | Étiquette politique       | Fonction                                      | Âge    | Suppléant           |
| ----- | --------------------------- | ------------------------- | --------------------------------------------- | ------ | ------------------- |
| 1     | Pierre Lequiller 54,3 (élu) | UMP                       | Conseiller général                            | 57 ans | Ghislain Fournier   |
| 2     | Landry Thomazo 0,4 %        | Alternative libérale      |                                               | 34 ans | Sébastien Merlande  |
| 3     | Gabrielle de Lestang 3,1 %  | FN                        |                                               |        | Dominique Bernard   |
| 4     | Jean-Pierre Maurice 0,8 %   | LO                        |                                               |        | Philippe Gommard    |
| 5     | Hélène Olphe-Galliard 1,2 % | MPF                       |                                               |        | Thérèse Guiho       |
| 6     | Jean-Pierre Genestier 1,0 % | La France en action       |                                               |        | Liselotte Cumunel   |
| 7     | Élisabeth Saunier 13,8 %    | UDF - Mouvement démocrate | Conseillère municipale de Carrières-sur-Seine |        | Bernard Longhi      |
| 8     | Florence Bihet 2,3 %        | PCF                       |                                               |        | Jean Seleskovitch   |
| 9     | Jacques Naulot 0,3 %        | Debout la République      |                                               |        | Marc Heritier       |
| 10    | Carlos Lopes 4,3 %          | Les Verts                 |                                               |        | Sylvia Aubertin     |
| 11    | Jacqueline Penez 18,0 %     | PS                        | Conseillère régionale                         | 58 ans | Jean-Pierre Mottura |
| 12    | Alice Onorato 0,4 %         | MNR                       |                                               |        | Gaston Noual        |

### 5ecirconscription
| Circonscription    | Député sortant | Cantons                                    |
| ------------------ | -------------- | ------------------------------------------ |
| 5e circonscription | Jacques Myard  | Maisons-Laffitte, Sartrouville, Le Vésinet |

| Ordre | Candidat                        | Étiquette politique             | Fonction                  | Âge    | Suppléant                     |
| ----- | ------------------------------- | ------------------------------- | ------------------------- | ------ | ----------------------------- |
| 1     | Danielle Weber 3,2 %            | FN                              |                           |        | Antoinette Martinet           |
| 2     | Jean-Yves Delannée 3,5 %        | Gauche unitaire et antilibérale |                           |        | Christine Debrieu             |
| 3     | Jacques Myard 51,1 % (élu)      | UMP                             | Maire de Maisons-Laffitte |        | Dominique Aknine              |
| 4     | Jean-Claude Wirtz 1,0 %         | La France en action             |                           |        | Christine Sebillotte          |
| 5     | Alain Lépicier 0,7 %            | LO                              |                           |        | Pascal Quenot                 |
| 6     | Nicolas Bay 1,3 %               | MNR                             |                           |        | Bertrand Nicolas              |
| 7     | Michèle Vitrac-Pouzoulet 18,5 % | PS                              |                           |        | Thomas Jeannoutot             |
| 8     | Dominique Luangpraseuth 3,7 %   | Les Verts                       |                           |        | Jean-Pierre Chane-Alune       |
| 9     | Sam Ayache 0,4 %                | PT                              |                           |        | Bruno Louis                   |
| 10    | Damien Abad 3,2 %               | Parti social libéral européen   |                           | 27 ans | Matthieu Waysman              |
| 11    | Caroline Boisnel 13,4 %         | UDF - Mouvement démocrate       |                           |        | Antoine de Lacoste Larymondie |

### 6ecirconscription
| Circonscription    | Député sortant | Cantons                                                        |
| ------------------ | -------------- | -------------------------------------------------------------- |
| 6e circonscription | Pierre Morange | Saint-Germain-en-Laye-Nord, Saint-Germain-en-Laye-Sud, Le Pecq |

| Ordre | Candidat              | Étiquette politique       | Résultat     | Fonction            | Âge | Suppléant                 |
| ----- | --------------------- | ------------------------- | ------------ | ------------------- | --- | ------------------------- |
| 1     | Pierre Morange        | UMP                       | 54,0 % (élu) | Maire de Chambourcy |     | Anne Gommier              |
| 2     | Serge Gardenal        | La France en action       | 0,9 %        |                     |     | Laure Nezonde             |
| 3     | Patrick Abisseror     | PS                        | 13,7 %       |                     |     | Claude Van de Velde       |
| 4     | Christine Inglebert   | FN                        | 3,4 %        |                     |     | Steve Benaich             |
| 5     | Brigitte Evard        | LO                        | 0,8 %        | Enseignante         |     | Elie Abadie               |
| 6     | Alain Outreman        | PCF                       | 7,8 %        | Maire d'Achères     |     | Laurie Pinier             |
| 7     | Eric de Saint Martin  | MPF                       | 2,1 %        | Ingénieur           |     | Bertrand d'Herouville     |
| 8     | Stéphane Larcher      | UDF - Mouvement démocrate | 12,7 %       |                     |     | Béatrice Bruneau Latouche |
| 9     | Marie-Christine Groll | MRC                       | 0,5 %        |                     |     | Pierre Kerdraon           |
| 10    | Karina Knauss         | Les Verts                 | 3,0 %        |                     |     | Antoine Biardeau          |
| 11    | Jean-Pierre Castric   | Génération écologie       | 1,0 %        |                     |     | Jeanne Picquart           |

### 7ecirconscription
Cantons d'Andrésy, Conflans-Sainte-Honorine, Meulan (sauf Les Muraux et Chapet), Triel-sur-Seine
- MPF : Sandra Fèvre 1,6 % , cadre Financier
- LCR: Pierrick Le Roux 2,5 %
- PCF : Claudine Huet 2,4 %
- PS : Estelle Rodes 24,5 %
- Verts : Michèle Orcel 3,6 %
- UDF - Mouvement démocrate : Michel Marque 8,1 %
- UMP : Pierre Cardo 49,6 % (sortant), maire de Chanteloup-les-Vignes

### 8ecirconscription
Cantons de Limay, Mantes-la-Jolie, Mantes-la-Ville
- MPF : Philippe Cadoux, salarié dans les assurances
- PS: Françoise Descamps-Crosnier 23,4 %, conseillère régionale
- PCF : Jacques Saint Amaux 11,3 %
- Alternative Libérale : Virginie Dambreville 0,3 %
- UDF - Mouvement démocrate : Aziz Senni 6,2 %
- UMP : Pierre Bédier 41,1 % (sortant), conseiller général de Mantes-la-Jolie réélu le 17/06/2007 face à la candidate du PS, il l'emporte avec 50,66 % des voix
- FN : Jean-Claude Varanne 6,4 %

### 9ecirconscription
Cantons d'Aubergenville, Bonnières-sur-Seine, Guerville, Houdan, ainsi que Les Mureaux et Chapet
- UDF - Mouvement démocrate : Monique Le Saux 7,6 %
- MPF : Gérard de Vaureix 1,4 %, ingénieur électronicien dans l’aéronautique, retraité
- PS : Dominique Francesconi 18,4 %
- PCF : Joseph Trehel 2,7 %, conseiller régional
- Verts : Mohammed Sik 3,7 %
- UMP : Henri Cuq 52,8 % (élu) (élu en 2002)
- FN : Jean-Louis d'André 6,1 %

### 10ecirconscription
Cantons de Montfort-l'Amaury, Rambouillet, Saint-Arnoult-en-Yvelines, Maurepas (sauf Elancourt et La Verrière)
- UMP : Christine Boutin 49,2 % (sortante), conseillère générale de Rambouillet
- PS : Didier Fischer 21,5 %, conseiller régional, conseiller municipal de Rambouillet
- UDF - Mouvement démocrate: Pierre Le Guérinel 11,4 %, conseiller régional
- Verts : Anny Poursinoff 3,8 %, conseillère régionale
- FN : Philippe Chevrier 3,6 %, cadre supérieur (privé)
- LCR : Danielle Fleque 2,3 %, fonctionnaire de catégorie B
- PCF : Valérie Jeannot 1,9 %, professeur du secondaire, conseillère municipale de Maurepas
- GE : Yves Pagot 1,4 %, Professeur de Faculté
- MPF : Jocelyne Malghem 1,3 %, Directrice d'école
- Le Trèfle : Josette Bernard-Duche 1,2 %, retraité salarié privé
- La France en action : Joseph Dugast 0,8 %, agent immobilier
- LO : Christiane Duprey 0,7 %, employé (secteur privé)
- Sans étiquette : Michel Gobillon 0,6 %, autre profession
- INS : Marie-Thérèse Gade 0,4 %, retraité salarié privé
- Mouvement social démocrate : Mariama Jabbie 0,0 %, employé (secteur privé)

### 11ecirconscription
Cantons de Saint-Cyr-l'École, Trappes, ainsi qu'Élancourt et La Verrière
- UMP: Jean-Michel Fourgous 44,0 % (sortant), maire d'Elancourt
- PS: Safia Otokoré 27,2 %, conseillère régionale (Bourgogne), conseillère municipale d'Auxerre
- UDF-MODEM: Evelyne Duquennoy 9,7 %
- Candidature unitaire avec Alter-ekolo, Alternatifs, PCF, Collectifs Antilibéraux : Luc Miserey 3,9 %, éducateur sportif
- FN: Henri Dubost 3,5 %
- Candidat républicain indépendant: Djamal Yalaoui 2,6 %, conseiller municipal de Trappes
- LCR: Didier Malinosky 2,2 %
- Verts: Nabila Keramane 2,0 %
- Le Trèfle-les Nouveaux écologistes : Antoine Giudicelli 1,3 %
- Communiste: Joseph Le Gal 1,0 %
- Mouvement social démocrate: Hamel Debbouze 0,8 %
- LO : Christine Egasse 0,7 %
- La France en action: Stéphane Michaud 0,6 %
- MNR: Hubert Kohler 0,6 %

### 12ecirconscription
Cantons de Plaisir, Poissy-Nord, Poissy-Sud
- UMP : Jacques Masdeu-Arus 41,9 % (sortant), maire de Poissy
- PS-PRG-MRC : Eddie Aït 21,6 %, conseiller régional
- UDF - Mouvement démocrate : Richard Bertrand 12,6 %, chef d'entreprise
- FN : Karine Puech 3,8 %
- Verts : Elisabeth Kleiber 3,5 %
- Sans étiquette ("majorité présidentielle") : Bernard Biron 3,4 %
- LCR : Lydia Chenal 2,8 %
- PCF : Hegera Ben Salah 2,0 %
- Démocrates du centre libre : Bernard Huet 1,7 %
- Le Trèfle - Les nouveaux écologistes : Célia Gabry 1,4 %
- MPF : Nadia Betto 1,4 %
- La France en action : Caroline Nézondé 0,9 %
- LO : Paulette Delpont 0,8 %
- Debout la République : Daniel Debus 0,7 %
- divers gauche : Claude Gounelle 0,7 %
- MNR : Emmanuel Norbert-Couade 0,5 %
- "Force libertés" : Salah Anouar 0,3 %
- La France de demain : Maxime Legrand 0,002 % (1 voix!)

## Essonne(91)

### 1recirconscription
Cantons de Corbeil-Essonnes Est, Corbeil-Essonnes Ouest, Évry Nord, Évry Sud
- PRN : Simon Qûé Gomis, 36 ans. Suppléante : Nawall Benammar. Ingénieur-chercheur
- PS : Manuel Valls (sortant), maire d'Évry
- Verts : Hervé Pérard, 52 ans. Suppléante : Carole Gruszczynski, ingénieur d’étude en biologie
- UMP : Cristela de Oliveira
- Candidat anti-libéral soutenu par le PCF : Frédéric Bourges, syndicaliste Snecma
- LCR : Francis Couvidat
- UDF-Mouvement Démocrate : Nathalie Boulay Laurent, Présidente de la fédération UDF-Mouvement Démocrate de l’Essonne; Suppléant : Wassel Al Rifai, conseiller municipal d’Evry

### 2ecirconscription
Cantons d'Etampes, La Ferté-Alais, Mennecy, Méréville, Milly-la-Forêt
- PCF-Gauche populaire antilibérale : Laurence Auffret-Deme, conseillère municipale d'Étampes
- PS : Marie-Agnès Labarre, maire de Vert-le-Petit
- UDF-Mouvement Démocrate : Béatrice Terres, professeur des Écoles; Suppléant : Dominique Clavel, chargé de missions dans l’industrie
- Verts : Xavier Guiomar, géographe. Suppléante : Mme Mireille Thuegaz-Neuhoff, infirmière
- UMP : Franck Marlin (sortant), maire d'Étampes
- MRC : Serge Bathendier, 1er Secrétaire de la fédération de l'Essonne du MRC

### 3ecirconscription
Cantons d'Arpajon, Brétigny-sur-Orge, Dourdan, Étréchy, Saint-Chéron
- PCF-Gauche populaire antilibérale: Philippe Camo, maire-adjoint de Brétigny-sur-Orge
- PS : Brigitte Zins
- UDF-Mouvement Démocrate : Bertrand Julié, avocat, 33 ans; Suppléant : Fabien Micou
- Verts : Laurence Bonzani, institutrice, 47 ans. Suppléant : Didier Delpeyrou, étudiant.
- Alternative Libérale : Christian Thomas
- UMP : Geneviève Colot (sortante), maire de Saint-Cyr-sous-Dourdan

### 4ecirconscription
Cantons de Limours, Longjumeau, Montlhéry, Villebon-sur-Yvette
- PS : Olivier Thomas, maire de Marcoussis, conseiller régional
- Verts : Michèle Loeber, enseignante retraitée, 65 ans. Suppléant : Didier Raclius, responsable ligne production La poste
- PCF : Monique Le Peutrec, enseignante, 59 ans
- Divers Centre: François Pelletant, maire de Linas, investi par le Mouvement Démocrate (UDF, CAP21).
- UMP : Nathalie Kosciusko-Morizet (sortante), conseillère régionale
- FN : Cyrille Kelh
- Lutte ouvrière : Olivier Lebreton
- Ligue communiste révolutionnaire : Patrice Wach
- Gauche alternative : Tarek Ben Hiba
- Parti des travailleurs : Alain Veysset

### 5ecirconscription
Cantons de Bièvres, Gif-sur-Yvette, Orsay, Les Ulis
- UMP : Pierre Lasbordes (sortant), conseiller régional
- MRC : Paul Loridant, maire des Ulis
- UDF-Mouvement Démocrate : Dimitri Tchoreloff, maire adjoint de Gif-sur-Yvette. Suppléant : David Saussol
- Verts : Jean-Vincent Placé, conseiller régional. Suppléante : Marie-Pierre Digard, documentaliste, conseillère régionale.
- Rassemblement de la Gauche Alternative : Joëlle Périnet, syndicaliste (soutenue par le MARS, Alternative Citoyenne, la Gauche Alternative, le PCF, un collectif de citoyens)
- PS : Maud Olivier, conseillère générale (canton des Ulis), 9e vice-présidente du conseil général de l'Essonne

### 6ecirconscription
Cantons de Chilly-Mazarin, Massy-Est, Massy-Ouest, Palaiseau
- PS : François Lamy (sortant), maire de Palaiseau
- PCF : Serge Guichard ; suppléante : Carine Estager
- Verts : Claudine Bourhis, ingénieur ; suppléant : Jean-Luc Touly, responsable à mi-temps France-Libertés
- UDF-Mouvement cémocrate : Cédric Morgantini ; suppléant : Mokhtar Sadji
- UMP : Véronique Carantois, conseillère régionale

### 7ecirconscription
Cantons d'Athis-Mons, Juvisy-sur-Orge, Paray-vieille-Poste, Savigny-sur-Orge, Viry-Châtillon
- UDF - Mouvement Démocrate : Catherine Granier-Bompard, conseillère municipale de Viry-Châtillon; Suppléant : François Damerval, responsable Jeunes CAP21 Île de France.
- PS : Simone Mathieu, maire de Viry-Châtillon; Suppléant : François Garcia, maire d'Athis-Mons
- PCF : Michèle Plottu, éducatrice spécialisée, 54 ans
- Verts : Evelyne Damm, . Suppléant : Joël Vincent, cadre aéronautique
- UMP : Jean Marsaudon (sortant), maire de Savigny-sur-Orge
- FN : François-Xavier Dordain

### 8ecirconscription
Cantons de Brunoy, Montgeron, Vigneux-sur-Seine, Yerres
- Debout la République : Nicolas Dupont-Aignan (sortant), maire d'Yerres
- PS : Véronique Hache-Aguilar
- PCF : Joëlle Surat, directrice d'école, 44 ans
- UDF - Mouvement Démocrate : Dominique Virano
- Verts : Ghyslaine Degrave, conseillère état. suppléant : Mr François Monestier, comédien
- LCR : Yens Ulrici

### 9ecirconscription
Cantons de Draveil, Épinay-sous-Sénart, Ris-Orangis, Saint-Germain-lès-Corbeil
- PS : Thierry Mandon, conseiller général de Ris-Orangis
- PCF : Amar Henni, sociologue, 45 ans
- UDF-Mouvement Démocrate : Caroline Chevasson, conseiller du Directeur du CEA de Saclay pour les coopérations institutionnelles; Suppléant : Constant Lekiby
- Verts : Michel Gruber, masseur kinésithérapeute, 65 ans.suppléante : Évelyne Cotte, coordinatrice de crèche
- UMP : Georges Tron (sortant), maire de Draveil

### 10ecirconscription
Cantons de Grigny, Morsang-sur-Orge, Saint-Geneviève-des-Bois, Saint-Michel sur Orge
- Collectif antilibéral : Patrick Bardon
- UDF-Mouvement Démocrate : Jean-Bernard Mirabeau
- PS : Julien Dray (sortant), conseiller régional
- Verts : Amandine Thiriet, étudiante en mathématiques, 23 ans. Suppléant : Mr Henrique Pinto, enseignant, 34 ans
- UMP : Laurence Gaudin-Beauvais

## Hauts-de-Seine(92)

### 1recirconscription
Cantons de Colombes-Nord-Est, Colombes-Nord-Ouest, Gennevilliers-Nord, Gennevilliers-Sud et Villeneuve-la-Garenne
- Sortant : Jacques Brunhes, ne se représente pas
- PCF : Roland Muzeau, sénateur, adjoint au maire de Gennevilliers.
- PS : Philippe Sarre, conseiller général des Hauts-de-Seine, élu dans le canton de Colombes Nord-Ouest, conseiller municipal de Colombes.
- UMP : Véronique Vignon, adjointe au maire de Colombes.

|                    | Premier tour | Premier tour | Second tour | Second tour |
| ------------------ | ------------ | ------------ | ----------- | ----------- |
| Nombre d'inscrits  | 59 278       | 100,00 %     | 59 278      | 100,00 %    |
| Nombre de votants  | 30 272       | 51,07 %      | 28 934      | 48,81 %     |
| Suffrages exprimés | 29 586       | 97,73 %      | 28 110      | 97,15 %     |

| Parti                    | Candidat            | Résultats 1er tour | Résultats 1er tour | Résultats 2d tour | Résultats 2d tour |        |
| Parti                    | Candidat            | Voix               | %                  | Voix              | %                 |        |
| ------------------------ | ------------------- | ------------------ | ------------------ | ----------------- | ----------------- | ------ |
| UMP                      | Véronique Vignon    | 8405               | 28,41 %            | 10249             | 36,46 %           | Battue |
| PCF                      | Roland Muzeau       | 7914               | 26,75 %            | 17861             | 63,54 %           | Élu    |
| PS                       | Philippe Sarre      | 7092               | 23,97 %            |                   |                   |        |
| UDF MoDem                | Leïla Leghmara      | 2046               | 6,92 %             |                   |                   |        |
| FN                       | Marie-Cécile Rabier | 1192               | 4,03 %             |                   |                   |        |
| Les Verts                | Jean-Marc Denjean   | 677                | 2,29 %             |                   |                   |        |
| LCR                      | Isabelle Guichard   | 554                | 1,87 %             |                   |                   |        |
| MCD                      | Hassan Ben M'Barek  | 384                | 1,30 %             |                   |                   |        |
| LO                       | Michel Breton       | 248                | 0,84 %             |                   |                   |        |
| Le Trèfle                | Anna Le Gal         | 247                | 0,83 %             |                   |                   |        |
| Communistes              | Jean Grimal         | 189                | 0,64 %             |                   |                   |        |
| MNR                      | Bertrand Robert     | 143                | 0,48 %             |                   |                   |        |
| La France en action      | Sylvain Binder      | 112                | 0,38 %             |                   |                   |        |
| Alternative libérale     | Alexandre Kadur     | 106                | 0,36 %             |                   |                   |        |
| PT                       | Odile Mourre        | 104                | 0,35 %             |                   |                   |        |
| PSLE - Le Nouveau Centre | Stéphanie Pourdieu  | 96                 | 0,32 %             |                   |                   |        |
| CNI                      | Yves Jean           | 69                 | 0,23 %             |                   |                   |        |
| Parti humaniste          | Michel Darracq      | 8                  | 0,03 %             |                   |                   |        |

### 2ecirconscription
Cantons d'Asnières-sur-Seine-Nord, Asnières-sur-Seine-Sud et Colombes-Sud
- Sortant : Manuel Aeschlimann (UMP), maire d'Asnières-sur-Seine
- PCF : Claire Villiers, vice-présidente du Conseil régional d'Île-de-France
- PS : Michelle Etcheberry, conseiller municipal de Colombes
- Josiane Fischer (DVD), ancienne conseillère régionale d'Île-de-France
- Francis Pourbagher (DVD), ancien directeur de cabinet de Manuel Aeschlimann
- Jean-Jacques Semoun (DVD), conseiller municipal d'Asnières-sur-Seine
- MNR : Hubert Massol, conseiller municipal d'Asnières-sur-Seine

|                    | Premier tour | Premier tour | Second tour | Second tour |
| ------------------ | ------------ | ------------ | ----------- | ----------- |
| Nombre d'inscrits  | 62 446       | 100,00 %     | 62 438      | 100,00 %    |
| Nombre de votants  | 37 519       | 60,08 %      | 33 868      | 54,24 %     |
| Suffrages exprimés | 37 000       | 98,62 %      | 32 608      | 96,28 %     |

| Parti                   | Candidat               | Résultats 1er tour | Résultats 1er tour | Résultats 2d tour | Résultats 2d tour |        |
| Parti                   | Candidat               | Voix               | %                  | Voix              | %                 |        |
| ----------------------- | ---------------------- | ------------------ | ------------------ | ----------------- | ----------------- | ------ |
| UMP                     | Manuel Aeschlimann     | 17 289             | 46,73 %            | 18 322            | 56,19 %           | Élu    |
| PS                      | Michèle Etcheberry     | 8 492              | 22,95 %            | 14 286            | 43,81 %           | Battue |
| UDF MoDem               | Laurent Trupin         | 3 841              | 10,38 %            |                   |                   |        |
| FN                      | Laurent Salles         | 1 164              | 3,15 %             |                   |                   |        |
| DVD                     | Josiane Fischer        | 1 141              | 3,08 %             |                   |                   |        |
| Les Verts               | Dominique Frager       | 1 098              | 2,97 %             |                   |                   |        |
| Gauche alternative 2007 | Claire Villiers        | 795                | 2,15 %             |                   |                   |        |
| LCR                     | Valérie Joubert        | 782                | 2,11 %             |                   |                   |        |
| DVD                     | Francis Pourbagher     | 706                | 1,91 %             |                   |                   |        |
| Génération écologie     | Pascal Jourdan         | 490                | 1,32 %             |                   |                   |        |
| DIV                     | Zouhairr Ech-Chetouani | 397                | 1,07 %             |                   |                   |        |
| MNR                     | Hubert Massol          | 330                | 0,89 %             |                   |                   |        |
| DVD                     | Jean-Jacques Semoun    | 268                | 0,72 %             |                   |                   |        |
| PT                      | Philippe Goiset        | 197                | 0,53 %             |                   |                   |        |
| Parti humaniste         | Guillaume Vallet       | 10                 | 0,03 %             |                   |                   |        |

### 3ecirconscription
Cantons de Bois-Colombes, Courbevoie-Nord, Courbevoie-Sud et La Garenne-Colombes
- Sortant : Jacques Kossowski (UMP), maire de Courbevoie
- UDF-MoDem : Jean-Louis Ragot, ancien conseiller municipal de Bois-Colombes

|                    | Premier tour | Premier tour |
| ------------------ | ------------ | ------------ |
| Nombre d'inscrits  | 81 948       | 100,00 %     |
| Nombre de votants  | 50 095       | 61,13 %      |
| Suffrages exprimés | 49 165       | 98,14 %      |

| Parti               | Candidat               | Résultats 1er tour | Résultats 1er tour |     |
| Parti               | Candidat               | Voix               | %                  |     |
| ------------------- | ---------------------- | ------------------ | ------------------ | --- |
| UMP                 | Jacques Kossowski      | 27 920             | 56,79 %            | Élu |
| PS                  | Jean-André Lasserre    | 8 853              | 18,01 %            |     |
| UDF MoDem           | Jean-Louis Ragot       | 5 359              | 10,90 %            |     |
| Les Verts           | Michel Barnoncel       | 1 414              | 2,88 %             |     |
| FN                  | Rémi Carillon          | 1 408              | 2,86 %             |     |
| LCR                 | Francine Royon         | 839                | 1,71 %             |     |
| DVD                 | Arash Derambarsh       | 735                | 1,49 %             |     |
| PCF                 | Annick Herbin          | 716                | 1,46 %             |     |
| GE                  | Patricia Doré          | 566                | 1,15 %             |     |
| MPF                 | Louis Chagnon          | 512                | 1,04 %             |     |
| La France en action | Hélène Pelissier       | 247                | 0,50 %             |     |
| LO                  | Françoise Marcel       | 205                | 0,42 %             |     |
| Parti Rachid Nekkaz | Sarah Berkouki         | 189                | 0,38 %             |     |
| MNR                 | Marie-Jeanne Souillart | 149                | 0,30 %             |     |
| Parti humaniste     | Catherine Triboulet    | 53                 | 0,11 %             |     |

Le suppléant du candidat MoDem dans la 3e circonscription des Hauts-de-Seine est Valérie Lang, fille du député et ancien ministre socialiste Jack Lang.

### 4ecirconscription
Cantons de Nanterre-Nord, Nanterre-Sud-Est, Nanterre-Sud-Ouest et Suresnes
- Sortante : Jacqueline Fraysse (PCF), conseillère municipale de Nanterre, ancienne maire de Nanterre et ancienne sénatrice
- PS : Marie-Laure Meyer, conseillère régionale d'Île-de-France, adjointe au maire de Nanterre
- UDF-MoDem : Pierre Creuzet, conseiller municipal de Nanterre
- UMP : Christian Dupuy, maire de Suresnes, conseiller général des Hauts-de-Seine, ancien député

|                    | Premier tour | Premier tour | Second tour | Second tour |
| ------------------ | ------------ | ------------ | ----------- | ----------- |
| Nombre d'inscrits  | 67 297       | 100,00 %     | 67 297      | 100,00 %    |
| Nombre de votants  | 39 627       | 58,88 %      | 37 777      | 56,13 %     |
| Suffrages exprimés | 39 107       | 98,69 %      | 36 708      | 97,17 %     |

| Parti                | Candidat             | Résultats 1er tour | Résultats 1er tour | Résultats 2d tour | Résultats 2d tour |       |
| Parti                | Candidat             | Voix               | %                  | Voix              | %                 |       |
| -------------------- | -------------------- | ------------------ | ------------------ | ----------------- | ----------------- | ----- |
| UMP                  | Christian Dupuy      | 14 618             | 37,38 %            | 16 723            | 45,56 %           | Battu |
| PCF                  | Jacqueline Fraysse   | 9 989              | 25,54 %            | 19 985            | 54,44 %           | Élue  |
| PS                   | Marie-Laure Meyer    | 5 743              | 14,69 %            |                   |                   |       |
| UDF MoDem            | Pierre Creuzet       | 4 265              | 10,91 %            |                   |                   |       |
| FN                   | Nathalie Bonnechère  | 1 403              | 3,59 %             |                   |                   |       |
| Les Verts            | Estelle Le Touzé     | 1 072              | 2,74 %             |                   |                   |       |
| Résistance Citoyenne | Faouzia Zebdi-Ghorab | 779                | 1,99 %             |                   |                   |       |
| LCR                  | Tony Pellet          | 467                | 1,19 %             |                   |                   |       |
| MEI                  | Brigitte Mardoch     | 228                | 0,58 %             |                   |                   |       |
| MPF                  | Arnaud Houtart       | 168                | 0,43 %             |                   |                   |       |
| LO                   | Catherine Goin       | 150                | 0,38 %             |                   |                   |       |
| PT                   | Jean-Michel François | 84                 | 0,21 %             |                   |                   |       |
| Communistes          | Yvonne Boukhedimi    | 83                 | 0,21 %             |                   |                   |       |
| Parti Rachid Nekkaz  | Cécile Le Roux       | 46                 | 0,12 %             |                   |                   |       |
| Parti humaniste      | Ginette Baudelet     | 11                 | 0,03 %             |                   |                   |       |
| DIV                  | Vito Marinese        | 1                  | 0,00 %             |                   |                   |       |

### 5ecirconscription
Cantons de Clichy-la-Garenne, Levallois-Perret-Nord et Levallois-Perret-Sud
- Sortant : Patrick Balkany, maire de Levallois-Perret
- PCF : Annie Mendez, adjointe au maire de Clichy
- PS : Gilles Catoire, maire de Clichy

|                    | Premier tour | Premier tour | Second tour | Second tour |
| ------------------ | ------------ | ------------ | ----------- | ----------- |
| Nombre d'inscrits  | 68 265       | 100,00 %     | 68 265      | 100,00 %    |
| Nombre de votants  | 41 161       | 60,30 %      | 37 368      | 54,74 %     |
| Suffrages exprimés | 40 460       | 98,30 %      | 35 249      | 94,33 %     |

| Parti               | Candidat                 | Résultats 1er tour | Résultats 1er tour | Résultats 2d tour | Résultats 2d tour |       |
| Parti               | Candidat                 | Voix               | %                  | Voix              | %                 |       |
| ------------------- | ------------------------ | ------------------ | ------------------ | ----------------- | ----------------- | ----- |
| UMP                 | Patrick Balkany          | 17 037             | 42,11 %            | 19 476            | 55,25 %           | Élu   |
| PS                  | Gilles Catoire           | 9 531              | 23,56 %            | 15 773            | 44,75 %           | Battu |
| UDF MoDem           | Stéphane Cochepain       | 4 539              | 11,22 %            |                   |                   |       |
| DVD                 | Rémi Muzeau              | 3 388              | 8,37 %             |                   |                   |       |
| Les Verts           | Alain Fournier           | 1 339              | 3,31 %             |                   |                   |       |
| FN                  | Alain Gallais            | 1 163              | 2,87 %             |                   |                   |       |
| PCF                 | Annie Mendez             | 937                | 2,32 %             |                   |                   |       |
| LCR                 | Emilie Goudal            | 926                | 2,29 %             |                   |                   |       |
| Le Trèfle           | Marie-Catherine Dutilloy | 344                | 0,85 %             |                   |                   |       |
| DIV                 | Lakdar Bouakka           | 290                | 0,72 %             |                   |                   |       |
| DVD                 | Férial Furon             | 275                | 0,68 %             |                   |                   |       |
| LO                  | Mireille Lambert         | 228                | 0,56 %             |                   |                   |       |
| La France en action | Stéphanie Rebato         | 207                | 0,51 %             |                   |                   |       |
| MNR                 | Roger Cuculière          | 132                | 0,33 %             |                   |                   |       |
| PT                  | Daniel Dutheil           | 124                | 0,31 %             |                   |                   |       |

### 6ecirconscription
Cantons de Neuilly-sur-Seine-Nord, Neuilly-sur-Seine-Sud et Puteaux
- Sortant : Joëlle Ceccaldi-Raynaud (UMP), maire de Puteaux, ancienne conseillère régionale, ancienne vice-présidente du Conseil général des Hauts-de-Seine
- PS : Nadine Jeanne, conseillère municipale de Puteaux

|                    | Premier tour | Premier tour |
| ------------------ | ------------ | ------------ |
| Nombre d'inscrits  | 65 925       | 100,00 %     |
| Nombre de votants  | 42 358       | 64,25 %      |
| Suffrages exprimés | 41 777       | 98,63 %      |

| Parti               | Candidat                  | Résultats 1er tour | Résultats 1er tour |      |
| Parti               | Candidat                  | Voix               | %                  |      |
| ------------------- | ------------------------- | ------------------ | ------------------ | ---- |
| UMP                 | Joëlle Ceccaldi-Raynaud   | 22 011             | 52,69 %            | Élue |
| PS                  | Nadine Jeanne             | 4 843              | 11,59 %            |      |
| DVD                 | Jean-Christophe Fromantin | 4 368              | 10,46 %            |      |
| UDF MoDem           | Alexandre Harmand         | 3 646              | 8,73 %             |      |
| DVD                 | Bernard Lepidi            | 3 279              | 7,85 %             |      |
| FN                  | Anne-Christine Strauss    | 1 292              | 3,09 %             |      |
| Les Verts           | Valérie Saliou            | 827                | 1,98 %             |      |
| LCR                 | Mathilde Eisenberg        | 407                | 0,97 %             |      |
| PCF                 | Thierry Danis             | 285                | 0,68 %             |      |
| MEI                 | Martine Corti             | 285                | 0,68 %             |      |
| MNR                 | Isabelle Laraque          | 182                | 0,44 %             |      |
| La France en action | Jean Galienne             | 180                | 0,43 %             |      |
| LO                  | Gaëtan Minardi            | 108                | 0,26 %             |      |
| MRC                 | Pascal Olivier            | 57                 | 0,14 %             |      |
| Parti humaniste     | David Gonzalez            | 7                  | 0,02 %             |      |
| DIV                 | Marie Granger             | 0                  | 0,00 %             |      |

### 7ecirconscription
Cantons de Garches, Rueil-Malmaison et Saint-Cloud
- Sortant : Patrick Ollier (UMP), maire de Rueil-Malmaison, Président sortant de l'Assemblée nationale
- PS : Bertrand Rocheron, conseiller municipal de Rueil-Malmaison
- UDF-MoDem : André Cros, adjoint au maire de Rueil-Malmaison

|                    | Premier tour | Premier tour |
| ------------------ | ------------ | ------------ |
| Nombre d'inscrits  | 82 882       | 100,00 %     |
| Nombre de votants  | 52 567       | 63,42 %      |
| Suffrages exprimés | 52 025       | 98,97 %      |

| Parti                | Candidat           | Résultats 1er tour | Résultats 1er tour |     |
| Parti                | Candidat           | Voix               | %                  |     |
| -------------------- | ------------------ | ------------------ | ------------------ | --- |
| UMP                  | Patrick Ollier     | 31 368             | 60,29 %            | Élu |
| PS                   | Bertrand Rocheron  | 8 338              | 16,03 %            |     |
| UDF MoDem            | André Cros         | 6 046              | 11,62 %            |     |
| Les Verts            | Julien Sage        | 1 661              | 3,19 %             |     |
| FN                   | Jeannine Naert     | 1 588              | 3,05 %             |     |
| LCR                  | David Pijoan       | 674                | 1,30 %             |     |
| PCF                  | Camille Barre      | 634                | 1,22 %             |     |
| MPF                  | Anne de Vaureix    | 382                | 0,73 %             |     |
| MEI                  | Anne Bitterlin     | 361                | 0,69 %             |     |
| La France en action  | Valérie Terrazzoni | 262                | 0,50 %             |     |
| LO                   | Christian Brison   | 193                | 0,37 %             |     |
| Debout la République | Dominique Farcis   | 183                | 0,35 %             |     |
| MRC                  | Patrick Indjian    | 172                | 0,33 %             |     |
| MNR                  | Bernard Bornette   | 158                | 0,30 %             |     |
| Parti humaniste      | Sylvia Chollou     | 5                  | 0,01 %             |     |

### 8ecirconscription
Cantons de Meudon (sauf le nord), Sèvres et Chaville
- Sortant : Jean-Jacques Guillet (UMP), conseiller général des Hauts-de-Seine
- PRG-PS-MRC : Caroline Roy, adjointe au maire de Chaville
- UDF MoDem : Bernard Lehideux, député européen, conseiller régional d'Île-de-France

|                    | Premier tour | Premier tour |
| ------------------ | ------------ | ------------ |
| Nombre d'inscrits  | 67 440       | 100,00 %     |
| Nombre de votants  | 42 845       | 63,53 %      |
| Suffrages exprimés | 42 261       | 98,64 %      |

| Parti                      | Candidat               | Résultats 1er tour | Résultats 1er tour |     |
| Parti                      | Candidat               | Voix               | %                  |     |
| -------------------------- | ---------------------- | ------------------ | ------------------ | --- |
| UMP                        | Jean-Jacques Guillet   | 21 168             | 50,09 %            | Élu |
| PRG-PS-MRC                 | Caroline Roy           | 8 928              | 21,13 %            |     |
| UDF MoDem                  | Bernard Lehideux       | 6 080              | 14,39 %            |     |
| Les Verts                  | Luc Blanchard          | 1 685              | 3,99 %             |     |
| FN                         | Annie Dequeant         | 1 162              | 2,75 %             |     |
| PCF                        | Nicolas Gonnet         | 736                | 1,74 %             |     |
| LCR                        | Marie-France Cyroulnik | 620                | 1,47 %             |     |
| Mouvement social démocrate | Delphine Filloux       | 601                | 1,42 %             |     |
| MEI                        | Danielle Raffali       | 421                | 1,00 %             |     |
| La France en action        | Christine Bezault      | 245                | 0,58 %             |     |
| MNR                        | Pauline Legrand        | 243                | 0,57 %             |     |
| LO                         | Francis Lucet          | 215                | 0,51 %             |     |
| PT                         | Sophie Suchard         | 110                | 0,26 %             |     |
| DIV                        | Renaud Bouchard        | 26                 | 0,06 %             |     |
| Parti humaniste            | Annick Russo           | 21                 | 0,05 %             |     |

### 9ecirconscription
Cantons de Boulogne-Billancourt-Nord-Est, Boulogne-Billancourt-Nord-Ouest et Boulogne-Billancourt-Sud (partie)
- Sortant : Pierre-Christophe Baguet, vice-président du Conseil général des Hauts-de-Seine.
- UDF-MoDem : Dorothée Pineau, adjoint au maire de Boulogne-Billancourt.
- PCF : Isabelle Goïtia, conseillère municipale de Boulogne-Billancourt.
- PS : Pierre Gaborit, conseiller municipal de Boulogne-Billancourt.

|                    | Premier tour | Premier tour |
| ------------------ | ------------ | ------------ |
| Nombre d'inscrits  | 60 773       | 100,00 %     |
| Nombre de votants  | 38 351       | 63,11 %      |
| Suffrages exprimés | 37 816       | 98,60 %      |

| Parti                    | Candidat                 | Résultats 1er tour | Résultats 1er tour |     |
| Parti                    | Candidat                 | Voix               | %                  |     |
| ------------------------ | ------------------------ | ------------------ | ------------------ | --- |
| UMP                      | Pierre-Christophe Baguet | 22 433             | 59,32 %            | Élu |
| PS                       | Pierre Gaborit           | 6 873              | 18,17 %            |     |
| UDF MoDem                | Dorothée Pineau          | 4 129              | 10,92 %            |     |
| Les Verts                | Peggy Duboucher          | 947                | 2,50 %             |     |
| FN                       | Eric du Réau             | 854                | 2,26 %             |     |
| PSLE - Le Nouveau Centre | Ségolène Missoffe        | 505                | 1,34 %             |     |
| MPF                      | Anne-Charlotte Lorber    | 420                | 1,11 %             |     |
| LCR                      | Mireille Thouvenot       | 372                | 0,98 %             |     |
| PCF                      | Isabelle Goïtia          | 370                | 0,98 %             |     |
| Le Trèfle                | Catherine Grolière       | 254                | 0,67 %             |     |
| MRC                      | Marianne Picard          | 240                | 0,63 %             |     |
| La France en action      | Christian Cotten         | 199                | 0,53 %             |     |
| LO                       | Françoise Brunet         | 101                | 0,27 %             |     |
| MNR                      | Michel Pageard           | 89                 | 0,24 %             |     |
| Parti humaniste          | Marie-Pierre Bolliet     | 30                 | 0,08 %             |     |

### 10ecirconscription
Cantons de Boulogne-Billancourt-Sud (partie), Issy-les-Moulineaux-Est, Issy-les-Moulineaux-Ouest (incluant le nord de Meudon) et Vanves
- Sortant : André Santini, maire d'Issy-les-Moulineaux, ancien ministre
- PCF : Lysiane Alezard, conseillère régionale et municipale d'Issy-les-Moulineaux
- PS : Lucile Schmid, conseillère régionale

|                    | Premier tour | Premier tour | Second tour | Second tour |
| ------------------ | ------------ | ------------ | ----------- | ----------- |
| Nombre d'inscrits  | 66 488       | 100,00 %     | 66 489      | 100,00 %    |
| Nombre de votants  | 42 311       | 63,64 %      | 38 223      | 57,49 %     |
| Suffrages exprimés | 41 708       | 98,57 %      | 37 107      | 97,08 %     |

| Parti                    | Candidat              | Résultats 1er tour | Résultats 1er tour | Résultats 2d tour | Résultats 2d tour |        |
| Parti                    | Candidat              | Voix               | %                  | Voix              | %                 |        |
| ------------------------ | --------------------- | ------------------ | ------------------ | ----------------- | ----------------- | ------ |
| PSLE - Le Nouveau Centre | André Santini         | 19956              | 47,85 %            | 20741             | 55,90 %           | Élu    |
| PS                       | Lucile Schmid         | 10596              | 25,41 %            | 16366             | 44,10 %           | Battue |
| UDF MoDem                | Christophe Ginisty    | 5411               | 12,97 %            |                   |                   |        |
| Les Verts                | Catherine Naviaux     | 1628               | 3,90 %             |                   |                   |        |
| FN                       | Eugène Terret         | 1027               | 2,46 %             |                   |                   |        |
| PCF                      | Lysiane Alezard       | 903                | 2,17 %             |                   |                   |        |
| LCR                      | Nina Wouters          | 767                | 1,84 %             |                   |                   |        |
| MPF                      | Alain Aripa           | 454                | 1,09 %             |                   |                   |        |
| Parti Rachid Nekkaz      | Malek Hocini          | 263                | 0,63 %             |                   |                   |        |
| La France en action      | Sabrina Binder        | 242                | 0,58 %             |                   |                   |        |
| LO                       | Laurence Viguié       | 204                | 0,49 %             |                   |                   |        |
| PT                       | Philippe Bottet       | 135                | 0,32 %             |                   |                   |        |
| MNR                      | Valérie Drouet        | 94                 | 0,23 %             |                   |                   |        |
| Parti humaniste          | Jean-Michel Venturini | 28                 | 0,07 %             |                   |                   |        |

André Santini a été remplacé par Frédéric Lefebvre du 20 juillet 2007 au 24 juillet 2009 à la suite de son entrée au 
gouvernement le 19 juin 2007.

### 11ecirconscription
Cantons de Bagneux, Malakoff et Montrouge
- Sortant : Janine Jambu (PCF), ne se représente pas.
- PCF : Marie-Hélène Amiable, maire de Bagneux.
- PS : Catherine Picard, adjointe au maire de Malakoff.
- PSLE - Le Nouveau Centre : Jean-Loup Metton, maire de Montrouge, conseiller général des Hauts-de-Seine et ancien conseiller régional d'Île-de-France.

|                    | Premier tour | Premier tour | Second tour | Second tour |
| ------------------ | ------------ | ------------ | ----------- | ----------- |
| Nombre d'inscrits  | 65 593       | 100,00 %     | 65 594      | 100,00 %    |
| Nombre de votants  | 40 312       | 61,46 %      | 38 461      | 58,63 %     |
| Suffrages exprimés | 39 717       | 98,52 %      | 37 586      | 97,72 %     |

| Parti                    | Candidat               | Résultats 1er tour | Résultats 1er tour | Résultats 2d tour | Résultats 2d tour |       |
| Parti                    | Candidat               | Voix               | %                  | Voix              | %                 |       |
| ------------------------ | ---------------------- | ------------------ | ------------------ | ----------------- | ----------------- | ----- |
| PSLE - Le Nouveau Centre | Jean-Loup Metton       | 14 424             | 36,32 %            | 15 570            | 41,42 %           | Battu |
| PCF                      | Marie-Hélène Amiable   | 10 882             | 27,40 %            | 22 016            | 58,58 %           | Élue  |
| PS                       | Catherine Picard       | 9 089              | 22,88 %            |                   |                   |       |
| Les Verts                | Carmelina de Pablo     | 1 534              | 3,86 %             |                   |                   |       |
| FN                       | Hubert Bonjean         | 1 294              | 3,26 %             |                   |                   |       |
| LCR                      | Olivier Barberousse    | 999                | 2,52 %             |                   |                   |       |
| La France en action      | Sébastien Dadare       | 460                | 1,16 %             |                   |                   |       |
| MNR                      | Marie-Thérèse Galateau | 332                | 0,84 %             |                   |                   |       |
| Parti Rachid Nekkaz      | Malika Kadri           | 231                | 0,58 %             |                   |                   |       |
| LO                       | Juliette Sauvanaud     | 180                | 0,45 %             |                   |                   |       |
| PT                       | Dominique Teixeira     | 152                | 0,38 %             |                   |                   |       |
| Communistes              | Patrick Boukhedimi     | 140                | 0,35 %             |                   |                   |       |
| Parti humaniste          | Denis Morillere        | 0                  | 0,00 %             |                   |                   |       |

### 12ecirconscription
Cantons de Châtillon, Clamart, Fontenay-aux-Roses et Le Plessis-Robinson
- Sortant : Philippe Pemezec, maire du Plessis-Robinson, vice-président de la communauté d'agglomération des Hauts de Bièvre, ancien vice-président du Conseil général des Hauts-de-Seine
- PCF : Ludovic Zanolin, adjoint au maire de Fontenay-aux-Roses
- PS : Philippe Kaltenbach, maire de Clamart, conseiller régional d'Île-de-France, Président de la communauté d'agglomération Sud de Seine

|                    | Premier tour | Premier tour | Second tour | Second tour |
| ------------------ | ------------ | ------------ | ----------- | ----------- |
| Nombre d'inscrits  | 85 821       | 100,00 %     | 85 816      | 100,00 %    |
| Nombre de votants  | 56 058       | 65,32 %      | 53 615      | 62,48 %     |
| Suffrages exprimés | 55 560       | 99,11 %      | 52 401      | 97,74 %     |

| Parti           | Candidat              | Résultats 1er tour | Résultats 1er tour | Résultats 2d tour | Résultats 2d tour |       |
| Parti           | Candidat              | Voix               | %                  | Voix              | %                 |       |
| --------------- | --------------------- | ------------------ | ------------------ | ----------------- | ----------------- | ----- |
| UMP             | Philippe Pemezec      | 25 883             | 46,59 %            | 27 719            | 52,90 %           | Élu   |
| PS              | Philippe Kaltenbach   | 16 730             | 30,11 %            | 24 682            | 47,10 %           | Battu |
| UDF MoDem       | Christian Delom       | 6 057              | 10,90 %            |                   |                   |       |
| Les Verts       | Isabelle Chabran      | 2 159              | 3,89 %             |                   |                   |       |
| PCF             | Ludovic Zanolin       | 1 460              | 2,63 %             |                   |                   |       |
| FN              | Jean-Pierre Schmitt   | 1 287              | 2,32 %             |                   |                   |       |
| LCR             | Philippe Antzenberger | 1 101              | 1,98 %             |                   |                   |       |
| LO              | Robert Larcher        | 273                | 0,49 %             |                   |                   |       |
| DVD             | Freddy Brillon        | 240                | 0,43 %             |                   |                   |       |
| MNR             | Geneviève Delmatto    | 185                | 0,33 %             |                   |                   |       |
| PT              | Paul Bénard           | 182                | 0,33 %             |                   |                   |       |
| Parti humaniste | Elisabeth Diaz Gomez  | 3                  | 0,01 %             |                   |                   |       |
| DIV             | Denis Delvitto        | 0                  | 0,00 %             |                   |                   |       |

L'élection de Philippe Pemezec est invalidée le 29 novembre 2007 par le Conseil constitutionnel pour avoir installé sa permanence sur le territoire communal sans que la commune en perçoive une redevance et pour la publication d'un livre quelques jours avant le premier tour, sans qu'aucune dépense relative à cette édition apparaisse dans son compte de campagne. Philippe Pemezec est également déclaré inéligible pour une durée d'un an. Une élection législative partielle a été organisée les 27 janvier 2008 et 3 février 2008.

#### Résultats de l'élection législative partielledes27 janvier 2008et3 février 2008
- PCF : Ludovic Zanolin, adjoint au maire de Fontenay-aux-Roses
- PS : Philippe Kaltenbach, maire de Clamart, conseiller régional d'Île-de-France, Président de la communauté d'agglomération Sud de Seine
- UDF-MoDem : Vincent Wehbi, conseiller municipal de Fontenay-aux-Roses,
- UMP : Jean-Pierre Schosteck, maire de Châtillon, président de la communauté de communes de Châtillon-Montrouge, ancien sénateur des Hauts-de-Seine,

|                    | Premier tour | Premier tour | Second tour | Second tour |
| ------------------ | ------------ | ------------ | ----------- | ----------- |
| Nombre d'inscrits  | 85 797       | 100,00 %     | 85 797      | 100,00 %    |
| Nombre de votants  | 33 511       | 39,06 %      | 39 253      | 45,75 %     |
| Suffrages exprimés | 33 036       | 38,50 %      | 38 355      | 44,70 %     |

| Parti     | Candidat              | Résultats 1er tour | Résultats 1er tour | Résultats 2d tour | Résultats 2d tour |       |
| Parti     | Candidat              | Voix               | %                  | Voix              | %                 |       |
| --------- | --------------------- | ------------------ | ------------------ | ----------------- | ----------------- | ----- |
| UMP       | Jean-Pierre Schosteck | 14 731             | 44,59 %            | 19 775            | 51,56 %           | Élu   |
| PS        | Philippe Kaltenbach   | 12 359             | 37,41 %            | 18 580            | 48,44 %           | Battu |
| UDF MoDem | Vincent Wehbi         | 2 380              | 7,20 %             |                   |                   |       |
| PCF       | Christophe Leroy      | 1 194              | 3,61 %             |                   |                   |       |
| LCR       | Christian Hamon       | 1 043              | 3,16 %             |                   |                   |       |
| FN        | Rodolphe Laisney      | 1 034              | 3,13 %             |                   |                   |       |
| MRC       | Pascal Olivier        | 295                | 0,89 %             |                   |                   |       |

### 13ecirconscription
Cantons d'Antony, Bourg-la-Reine, Châtenay-Malabry et Sceaux
- Sortant : Patrick Devedjian, vice-président du Conseil général des Hauts-de-Seine, conseiller général d'Antony, ancien maire d'Antony
- PS : Michèle Canet, conseillère générale de Châtenay-Malabry
- UDF-MoDem : Chantal Brault, 1re Adjointe au maire de Sceaux, Conseillère générale de Sceaux

|                    | Premier tour | Premier tour | Second tour | Second tour |
| ------------------ | ------------ | ------------ | ----------- | ----------- |
| Nombre d'inscrits  | 85 152       | 100,00 %     | 85 159      | 100,00 %    |
| Nombre de votants  | 55 556       | 65,24 %      | 51 058      | 59,96 %     |
| Suffrages exprimés | 54 737       | 98,53 %      | 49 215      | 96,39 %     |

| Parti               | Candidat            | Résultats 1er tour | Résultats 1er tour | Résultats 2d tour | Résultats 2d tour |        |
| Parti               | Candidat            | Voix               | %                  | Voix              | %                 |        |
| ------------------- | ------------------- | ------------------ | ------------------ | ----------------- | ----------------- | ------ |
| UMP                 | Patrick Devedjian   | 25 244             | 46,12 %            | 27 018            | 54,9 %            | Élu    |
| PS                  | Michèle Canet       | 12 929             | 23,62 %            | 22 197            | 45,1 %            | Battue |
| UDF MoDem           | Chantal Brault      | 8 407              | 15,36 %            |                   |                   |        |
| Les Verts           | Denis Delrieu       | 2 291              | 4,19 %             |                   |                   |        |
| FN                  | Catherine Iorio     | 1 398              | 2,55 %             |                   |                   |        |
| PCF                 | Dominique Fié       | 1 382              | 2,52 %             |                   |                   |        |
| LCR                 | Stéphane Lepeuve    | 1 095              | 2,00 %             |                   |                   |        |
| MPF                 | Dominique Hollebeke | 604                | 1,10 %             |                   |                   |        |
| La France en action | André Sarfati       | 365                | 0,67 %             |                   |                   |        |
| MRC                 | Aimée Gourdol       | 337                | 0,62 %             |                   |                   |        |
| LO                  | Martine Benlolo     | 225                | 0,41 %             |                   |                   |        |
| Le Trèfle           | Anne Bastide        | 216                | 0,39 %             |                   |                   |        |
| MNR                 | Françoise Rieux     | 204                | 0,37 %             |                   |                   |        |
| Parti humaniste     | Huguette Fontan     | 40                 | 0,07 %             |                   |                   |        |

Patrick Devedjian a été remplacé par Georges Siffredi du 5 janvier 2009 au 14 décembre 2010 à la suite de son entrée au gouvernement le 5 décembre 2008.

## Seine-Saint-Denis(93)

### 1recirconscription
Épinay-sur-Seine, L'Île-Saint-Denis, Saint-Denis Sud, Saint-Ouen
1. PT : Patrick Pedrot
2. PS : Bruno Le Roux (sortant), conseiller municipal d'opposition d'Épinay-sur-Seine
3. PCF-MARS : Hayat Dhalfa
4. FN : Patrick Rivallain
5. Verts : Madjid Challal, conseiller municipal d'Épinay-sur-Seine
6. LO : Monique Teyssere
7. PH : Gwenaëlle Trombert
8. MHAN : Marianne Courrejou
9. LCR : Nathalie Olivier
10. sans étiquette : Janine Maurice-Bellay, conseillère régionale
11. sans étiquette : Louis Campana
12. UMP : Brigitte Espinasse, adjointe au maire d'Épinay-sur-Seine
13. La France en action : Eric Orpelière
14. UDF-Mouvement démocrate : Claire O'Petit, conseillère municipale d'opposition de Saint-Denis
15. Parti Rachid Nekkaz : Nicolas Dejeu
16. MPF : Laurent Stocco
17. sans étiquette : William Delannoy, conseiller municipal d'opposition de Saint-Ouen

### 2ecirconscription
Saint-Denis Nord, Pierrefitte-sur-Seine, Villetaneuse
1. FN : Alain Guyomard
2. PCF : Patrick Braouezec (sortant), président de la communauté d'agglomération de Plaine Commune
3. PT : Claudine Chevreau
4. LO : Philippe Julien
5. MNR : Huguette Brevini
6. PS : Rose Gomis, adjointe au maire de Saint-Denis
7. Verts : Cécile Ranguin, adjointe au maire de Saint-Denis
8. MRC : Christophe Mézerette, adjoint au maire de Saint-Denis
9. LCR : Catherine Billard
10. Parti Rachid Nekkaz : Nourredine Saadi
11. La France en action : Smaïn Bedrouni
12. Parti humaniste : Sandra Ienouni
13. UMP : Evelyne Nicol, conseillère municipale de Saint-Denis
14. UDF-Mouvement démocrate : Djamel Bouras
15. Communistes : Lionel Gimont

### 3ecirconscription
Aubervilliers, Le Bourget, La Courneuve
1. LO : Michel Jouannin
2. FN : Serge Wargniez
3. PT: Leila Azouz
4. PS : Daniel Goldberg, conseiller municipal de La Courneuve, conseiller régional
5. Le Trèfle : Simone Ciaravimo
6. Verts : Jean-François Monino, adjoint au maire d'Aubervilliers
7. La France en action : Michel Almeras
8. PCF : Gilles Poux, maire de La Courneuve[5]
9. UDF-Mouvement démocrate : Vincent Capo-Canellas, maire du Bourget, conseiller général
10. AL : Sébastien Foy
11. GE : Laure Molinari
12. MNR : Hervé Helleboid
13. PH : Gilles Avoin
14. sans étiquette : Mouloud Aounit, conseiller régional
15. LCR : Bénédicte Gaudillière
16. PRG : Djamila Khelaf
17. Parti Rachid Nekkaz : Benabès Belfodil
18. Divers droite : Slimane Dib, conseiller municipal d'Aubervilliers
19. sans étiquette : Malika Ahmed, adjointe au maire d'Aubervilliers
20. UMP : Kamel Hamza

### 4ecirconscription
Le Blanc-Mesnil, Dugny, Stains
1. UMP : Thierry Meignen
2. PCF : Marie-George Buffet (sortante), conseillère municipale du Blanc-Mesnil
3. MNR: France Barbet
4. LO : Sophie Robin
5. La France en action : Marie-France Roisin
6. FN : Alain Geoffroy
7. LCR : Virginie Megevand
8. PS : Marie-Pierre Ramos, adjointe au maire du Blanc-Mesnil
9. PH : Soria Ourahmoune
10. Debout la République : Marc Boulanger
11. GE : Carine Pelegrin
12. Verts : Francis Morin
13. UDF-Mouvement démocrate : Karim Boumedjane  Candidature retirée[6]
14. Parti de l'Union radicale : Omar Mahi

### 5ecirconscription
Bobigny, Drancy
1. LO : Isabelle Couffin-Guérin
2. PT : Alain Millard
3. FN : Christine Benaut
4. LCR : Dominique Berrou
5. PS : Myriam Benoudiba, conseillère municipale de Bobigny
6. La France en action : Pascal Heintz
7. PRG : Fodé Sylla, membre du Conseil économique et social
8. MNR : Rosalinde Caus
9. PCF : Abdel Sadi, conseiller général, adjoint au maire de Bobigny
10. MPF : Alexandre Varaut
11. sans étiquette : Antoine Tony
12. PH : Nathalie Sinègre
13. sans étiquette : Jean-Christophe Lagarde (sortant), maire (UDF) de Drancy
14. Verts : Franck Contat, conseiller municipal du Bourget, conseiller de la Communauté de Communes Le Bourget - Drancy
15. Parti Rachid Nekkaz : Lounes Hireche
16. Communistes : Nathalie Labbé

### 6ecirconscription
Bagnolet, Pantin, Les Lilas, Le Pré-Saint-Gervais
1. FN : Françoise Bardou
2. PT : Arnaud Albarède
3. LCR : Mireille Allemand
4. UMP : Jean-Claude Dupont, conseiller municipal du Pré-Saint-Gervais
5. MNR : Marcel Forestier
6. Le Trèfle : Yasmina Bayout
7. LO : Armonia Bordes
8. La France en action : Claudine Lebrun
9. PS : Claude Bartolone (sortant), adjoint au maire du Pré-Saint-Gervais
10. Verts : Hélène Zanier
11. PCF : Augusta Epanya
12. UDF-Mouvement démocrate : Tony Abdesselam
13. Parti humaniste : Sabine Rubin
14. Parti Rachid Nekkaz : Jean-Bruno Roumegoux
15. Gauche Alternative 2007 : Nathalie Marcu

### 7ecirconscription
Montreuil
1. FN : Michel Collier
2. app. PCF : Jean-Pierre Brard (sortant), maire de Montreuil
3. PT : Christel Keiser
4. MNR : Patricia Veyssière
5. Verts : Fabienne Vansteenkiste
6. LO : Jean-Marie Lenoir
7. PS : Mouna Viprey
8. Le Trèfle : François Mailloux
9. LCR: François Mailloux
10. La France en action : Christelle Levert
11. PH : Jean-Pierre Djemba
12. MRC : Béatrice Durand
13. UMP : Laurent Vigier, conseiller technique à l'Elysée
14. UDF-mouvement démocrate : Paul Arnaud
15. Parti Rachid Nekkaz : Rachid Nekkaz

### 8ecirconscription
Gagny, Rosny-sous-Bois, Villemomble
- Robert Pandraud, sortant, ne se représente pas.

1. LO : Michelle Loux
2. PS : Elisabeth Pochon, conseillère municipale de Villemomble
3. MNR : Alain Rivière
4. GE: Robert Bénichou[7]
5. UMP : Patrice Calméjane, maire de Villemomble, conseiller général
6. LCR : Jean-Pierre Monchau
7. Parti Social Libéral Européen : Claude Pernès, maire de Rosny-sous-Bois
8. PCF : Évelyne Brun
9. FN : Christiane Clément
10. Parti Rachid Nekkaz : Mohamed El Hejraoui  Candidature invalidée[6]
11. PH : Luigi d'Aria
12. La France en action : Claude Jousseaume
13. Verts : Toufik Taaleb

### 9ecirconscription
Bondy, Noisy-le-Sec, Romainville
1. FN : Marie-Estelle Préjean, conseillère régionale
2. La France en action : Ahmed Moualek
3. MNR : Gilles Barial
4. LO : Jean-Paul Burot
5. PH : Alain Ducq
6. UMP : Georgia Vincent, conseillère municipale d'opposition de Bondy
7. PS : Élisabeth Guigou (sortante)
8. PCF : Céline Curt[8]
9. Verts : Anne Deo, conseillère municipale d'opposition de Noisy-le-Sec
10. LCR : Erwan Hyvaert
11. UDF-Mouvement démocrate : Jean Thary, adjoint au maire de Noisy-le-Sec

### 10ecirconscription
Aulnay-sous-Bois, Les Pavillons-sous-Bois
- Jean-Claude Abrioux, sortant, ne se représente pas, mais supporte en tant que suppléant, le candidat dissident de l'UMP P.Dallier, contre le candidat UMP G.Gaudron.

1. Divers droite : Philippe Dallier, sénateur-maire des Pavillons-sous-Bois
2. FN : Mireille Roset
3. Verts : Alain Amedro, conseiller régional
4. PS : Gérard Ségura, conseiller général du canton nord d'Aulnay-sous-Bois, conseiller municipal
5. Le Trèfle : Bernard Bondi
6. PT : Jacques Leblond
7. LCR : Eric Guérineau
8. LO : Bouchra Diny
9. app. PCF : Xavier Toulgoat
10. Parti Rachid Nekkaz : Mimoun El Hejraoui
11. PH : François Baudouin
12. La France en action : François Petijean
13. UMP : Gérard Gaudron, maire d'Aulnay-sous-Bois
14. Centre démocrate : Abderrezzak Bezzaouya, conseiller municipal d'Aulnay-sous-Bois

### 11ecirconscription
Sevran, Villepinte, Tremblay-en-France
1. PT : Micheline Guillemette
2. FN : Roger Holeindre, conseiller régional
3. PCF : François Asensi (sortant), maire de Tremblay-en-France
4. LO : Yves Guillemot
5. MPF : Nathalie Soutinho
6. UMP : Martine Valleton, maire de Villepinte, conseillère régionale
7. MNR : Micheline Coste
8. LCR : Marc Hennebert
9. PH: Olivier Flumian
10. MRC : Daniel Kpode
11. Verts : Viet Tan Tran Tan, adjointe au maire de Sevran
12. PS : Christophe Borgel
13. Parti Rachid Nekkaz : Olivier de Sousa
14. UDF-Mouvement démocrate : Yvon Kergoat, conseiller municipal de Sevran

### 12ecirconscription
Clichy-sous-Bois, Livry-Gargan, Montfermeil, Le Raincy, Vaujours, Coubron
1. PS : Pascal Popelin, conseiller général, adjoint au maire de Livry-Gargan
2. FN : Dominique Lausanne
3. LO : Laurence Derrey
4. Verts : Ginette Contrastin
5. PCF : Jack Potavin
6. PH : René-Olivier Oster
7. MNR : Herminia Fardeau
8. LE TRÈFLE,Les Nouveaux Ecologistes: Marie-Thérèse Nehmé
9. LCR : Marianne Inayetian
10. UDF-mouvement démocrate : Ahmed Khelifi
11. UMP : Éric Raoult (sortant), maire du Raincy
12. Sans étiquette : Samir Mihi

### 13ecirconscription
Noisy-le-Grand, Neuilly-sur-Marne, Neuilly-Plaisance, Gournay-sur-Marne
1. LO : Jean-Pierre Bourriaud
2. PS : Michel Pajon (sortant), maire de Noisy-le-Grand
3. FN : Elisabeth Cure
4. MNR : Michel Paulin
5. Le Trèfle : Josette Hernandez
6. app. PCF : Henriette Zoughebi, conseillère régionale
7. LCR : Véronique Jacquet
8. PT : Roberte Leproux
9. Verts : Sylvie Duffrene, conseillère régionale, conseillère municipale de Noisy-le-Grand
10. La France en action : Christophe Etienne
11. PH : Pascale Otier
12. Divers droite : Fabien Rossignol
13. Parti Rachid Nekkaz : Leila Hireche
14. UMP: Elisabeth Demuynck
15. Divers droite (majorité présidentielle): Eric Allemon

## Val-de-Marne(94)

### 1recirconscription
Cantons de Bonneuil-sur-Marne, Créteil-Nord, Saint-Maur-des-Fossés-Centre et Saint-Maur-La Varenne
- PCF : Patrick Douet, maire de Bonneuil-sur-Marne (suppléante : Mlle Ahlem Boulaabi)
- UMP : Henri Plagnol (sortant), conseiller général de Saint-Maur-des-Fossés-Centre, conseiller municipal de Saint-Maur-des-Fossés (suppléant : M. Jacques Leroy, conseiller général de Saint-Maur-des-Fossés-Ouest, conseiller municipal de Saint-Maur-des-Fossés)
- LCR : M. Jacky Bru (suppléant : M. Gilles Bisson)
- DIV : M. Robert Dupont (suppléante : Mme Simone Bodet)
- LO : Alain Stéphan (suppléant : M. Bernard Balu)
- DIV : Mme Michèle Richet (suppléant : M. David Amar)
- Verts : M. Bruno Hélin (suppléante : Mme Floriane Martins Gonçalves)
- PT : M. Sylvain Bui (suppléante : Mme Sylvie Trousselier)
- PS : M. Akli Mellouli, conseiller municipal de Bonneuil-sur-Marne (suppléante : Mme Elisabeth Bouffard-Savary)
- FN : Mlle Stéphanie Fontanié (suppléant : M. Francis Plainchant)
- Solidarité et Progrès : Mme Jenny Beuve (suppléant : M. Théo Génot)
- DIV : M. Eric Médioni (suppléant : M. Robert Schenone)
- UDF- MoDem : M. Jean-Marie Cavada, député européen (suppléant : M. Jean-Bernard Thonus, 1er maire-adjoint de Saint-Maur-des-Fossés)
- DIV : M. Louis Julian (suppléant : M. Pierre Kallou)

### 2ecirconscription
Cantons de Choisy-le-Roi, Créteil-Ouest, Créteil-Sud et Orly
- PCF : Nadine Luc, conseillère municipale de Choisy-le-Roi
- PS : Laurent Cathala (sortant), maire de Créteil
- Verts : Catherine de Luca
- UDF-Mouvement Démocrate : Jérôme Piton, conseiller municipal de Créteil
- UMP : Monique Baron, Conseillère Municipale de Choisy-le-Roi
- PRCF : Bernard Parquet
- FN : Dominique Joly, conseiller régional

### 3ecirconscription
Cantons de Boissy-Saint-Léger, Valenton, Villecresnes, Villeneuve-le-Roi et Villeneuve-Saint-Georges
- PRG: Roger-Gérard Schwartzenberg (sortant), maire de Villeneuve-Saint-Georges
- PCF : Sylvie Altman, conseillère régionale
- Verts : Cécile Duflot
- UDF-Mouvement Démocrate : Jean-Brice de Bary, maire de Mandres-les-Roses
- UMP : Didier Gonzales
- FN : Jean-Paul Espinar

### 4ecirconscription
Cantons de Chennevières-sur-Marne, Ormesson-sur-Marne, Sucy-en-Brie et Villiers-sur-Marne
- Sortant : Jacques-Alain Bénisti (UMP), maire de Villiers-sur-Marne
- DVD : Marie-Carole Ciuntu, maire de Sucy-en-Brie
- PCF : Mauricette Velain, adjointe au maire de La Queue-en-Brie
- PS : Simone Abraham-Thisse, conseillère municipale de Villiers-sur-Marne

|                    | Premier tour | Premier tour | Second tour | Second tour |
| ------------------ | ------------ | ------------ | ----------- | ----------- |
| Nombre d'inscrits  | 70 263       | 100,00 %     | 70 262      | 100,00 %    |
| Nombre de votants  | 42 621       | 60,66 %      | 38 917      | 55,39 %     |
| Suffrages exprimés | 41 950       | 98,43 %      | 37 485      | 96,32 %     |

| Parti               | Candidat              | Résultats 1er tour | Résultats 1er tour | Résultats 2d tour | Résultats 2d tour |        |
| Parti               | Candidat              | Voix               | %                  | Voix              | %                 |        |
| ------------------- | --------------------- | ------------------ | ------------------ | ----------------- | ----------------- | ------ |
| UMP                 | Jacques-Alain Bénisti | 15 910             | 37,93 %            | 21 219            | 56,61 %           | Élu    |
| PS                  | Simone Abraham-Thisse | 9 617              | 22,92 %            | 16 266            | 43,39 %           | Battue |
| DVD                 | Marie-Carole Ciuntu   | 8 897              | 21,21 %            |                   |                   |        |
| Les Verts           | Gérard Sauzet         | 1 829              | 4,36 %             |                   |                   |        |
| PCF                 | Mauricette Velain     | 1 564              | 3,73 %             |                   |                   |        |
| FN                  | Philippe Oribes       | 1 533              | 3,65 %             |                   |                   |        |
| LCR                 | Florence Marquet      | 1109               | 2,64 %             |                   |                   |        |
| La France en action | Marie-Line Rousselet  | 545                | 1,30 %             |                   |                   |        |
| MPF                 | Christian Daniault    | 497                | 1,18 %             |                   |                   |        |
| LO                  | Laurence Boulinier    | 257                | 0,61 %             |                   |                   |        |
| MNR                 | Roland Favre          | 192                | 0,46 %             |                   |                   |        |
| Parti humaniste     | Lydie Ugolin          | 0                  | 0,00 %             |                   |                   |        |

### 5ecirconscription
Cantons de Bry-sur-Marne, Champigny-sur-Marne-Centre, Champigny-sur-Marne-Est et du Perreux-sur-Marne
- Sortant : Gilles Carrez (UMP), maire du Perreux-sur-Marne
- PCF : Dominique Adenot, maire de Champigny-sur-Marne
- UDF-MoDem : Jean-Pierre Barnaud, conseiller municipal de Champigny-sur-Marne

|                    | Premier tour | Premier tour | Second tour | Second tour |
| ------------------ | ------------ | ------------ | ----------- | ----------- |
| Nombre d'inscrits  | 61 976       | 100,00 %     | 61 976      | 100,00 %    |
| Nombre de votants  | 36 232       | 58,46 %      | 33 460      | 53,99 %     |
| Suffrages exprimés | 35 851       | 98,95 %      | 32 448      | 96,98 %     |

| Parti               | Candidat            | Résultats 1er tour | Résultats 1er tour | Résultats 2d tour | Résultats 2d tour |       |
| Parti               | Candidat            | Voix               | %                  | Voix              | %                 |       |
| ------------------- | ------------------- | ------------------ | ------------------ | ----------------- | ----------------- | ----- |
| UMP                 | Gilles Carrez       | 16 511             | 46,05 %            | 18 044            | 55,61 %           | Élu   |
| PCF                 | Dominique Adenot    | 5 915              | 16,50 %            | 14 404            | 44,39 %           | Battu |
| PS                  | Marie-Odile Dufour  | 5 728              | 15,98 %            |                   |                   |       |
| UDF MoDem           | Jean-Pierre Barnaud | 3 406              | 9,50 %             |                   |                   |       |
| FN                  | Hervé Leroy         | 1 304              | 3,64 %             |                   |                   |       |
| Les Verts           | Anne-Marie Xambeu   | 1 215              | 3,39 %             |                   |                   |       |
| LCR                 | Vincent Robin       | 774                | 2,16 %             |                   |                   |       |
| MPF                 | Jacques Venot       | 456                | 1,27 %             |                   |                   |       |
| La France en action | Léonce Bellemare    | 200                | 0,56 %             |                   |                   |       |
| LO                  | Véronique Hunaut    | 194                | 0,54 %             |                   |                   |       |
| MNR                 | Monique Demezuk     | 143                | 0,40 %             |                   |                   |       |
| Parti humaniste     | Jean-Michel Baroche | 5                  | 0,01 %             |                   |                   |       |

### 6ecirconscription
Cantons de Fontenay-sous-Bois-Est, Fontenay-sous-Bois-Ouest, Saint-Mandé, Vincennes-Est et Vincennes-Ouest
- Sortant : Patrick Beaudouin (UMP), maire de Saint-Mandé
- PCF : Gilles Saint-Gal, conseiller général du Val-de-Marne, conseiller municipal de Fontenay-sous-Bois
- Les Verts : Pierre Serne, conseiller municipal de Vincennes

|                    | Premier tour | Premier tour | Second tour | Second tour |
| ------------------ | ------------ | ------------ | ----------- | ----------- |
| Nombre d'inscrits  | 77 931       | 100,00 %     | 77 903      | 100,00 %    |
| Nombre de votants  | 48 097       | 61,72 %      | 43 658      | 56,04 %     |
| Suffrages exprimés | 47 678       | 99,13 %      | 42 535      | 97,43 %     |

| Parti                | Candidat          | Résultats 1er tour | Résultats 1er tour | Résultats 2d tour | Résultats 2d tour |       |
| Parti                | Candidat          | Voix               | %                  | Voix              | %                 |       |
| -------------------- | ----------------- | ------------------ | ------------------ | ----------------- | ----------------- | ----- |
| UMP                  | Patrick Beaudouin | 21 593             | 45,29 %            | 22 816            | 53,64 %           | Élu   |
| PS                   | David Dornbusch   | 9 454              | 19,83 %            | 19719             | 46,36 %           | Battu |
| PCF                  | Gilles Saint-Gal  | 5 361              | 11,24 %            |                   |                   |       |
| UDF MoDem            | Christian Ouvray  | 4 974              | 10,43 %            |                   |                   |       |
| Les Verts            | Pierre Serne      | 2 439              | 5,12 %             |                   |                   |       |
| FN                   | Gérard Margalle   | 1 159              | 2,43 %             |                   |                   |       |
| LCR                  | Sylviane Gauthier | 962                | 2,02 %             |                   |                   |       |
| MPF                  | Christian Tollari | 499                | 1,05 %             |                   |                   |       |
| Génération écologie  | Pierre Nicolas    | 375                | 0,79 %             |                   |                   |       |
| La France en action  | Madeleine Levan   | 333                | 0,70 %             |                   |                   |       |
| LO                   | Anne Saintier     | 222                | 0,47 %             |                   |                   |       |
| MNR                  | Gilles Treguier   | 159                | 0,33 %             |                   |                   |       |
| Alternative libérale | Eloi Jutteau      | 148                | 0,31 %             |                   |                   |       |
| Parti humaniste      | Daniela d'Aria    | 0                  | 0,00 %             |                   |                   |       |

### 7ecirconscription
Cantons de Champigny-sur-Marne-Ouest, Joinville-le-Pont, Nogent-sur-Marne et Saint-Maur-des-Fossés-Ouest
- Sortante : Marie-Anne Montchamp (UMP), conseillère régionale d'Île-de-France
- PCF : Geneviève Vidy, maire-adjointe de Champigny-sur-Marne
- UDF-MoDem : Séverine de Compreignac, maire-adjointe de Joinville-le-Pont, conseillère régionale d'Île-de-France
- Les Verts : Annie Lahmer, conseillère municipale de Nogent-sur-Marne

|                    | Premier tour | Premier tour | Second tour | Second tour |
| ------------------ | ------------ | ------------ | ----------- | ----------- |
| Nombre d'inscrits  | 58 878       | 100,00 %     | 58 879      | 100,00 %    |
| Nombre de votants  | 36 343       | 61,73 %      | 32 748      | 55,62 %     |
| Suffrages exprimés | 35 932       | 98,87 %      | 31 816      | 97,15 %     |

| Parti               | Candidat                | Résultats 1er tour | Résultats 1er tour | Résultats 2d tour | Résultats 2d tour |        |
| Parti               | Candidat                | Voix               | %                  | Voix              | %                 |        |
| ------------------- | ----------------------- | ------------------ | ------------------ | ----------------- | ----------------- | ------ |
| UMP                 | Marie-Anne Montchamp    | 17 543             | 48,82 %            | 18 595            | 58,45 %           | Élue   |
| PS                  | Monique Joubert         | 6 785              | 18,88 %            | 13 221            | 41,55 %           | Battue |
| UDF MoDem           | Séverine de Compreignac | 5 320              | 14,81 %            |                   |                   |        |
| PCF                 | Geneviève Vidy          | 1 923              | 5,35 %             |                   |                   |        |
| Les Verts           | Annie Lahmer            | 1 329              | 3,70 %             |                   |                   |        |
| FN                  | Jocelyne Lavocat        | 1 235              | 3,44 %             |                   |                   |        |
| LCR                 | Sylvette Minnaert       | 735                | 2,05 %             |                   |                   |        |
| Le Trèfle           | Stéphane Salazar        | 372                | 1,04 %             |                   |                   |        |
| MNR                 | Marie-Louise Mary       | 244                | 0,68 %             |                   |                   |        |
| La France en action | Achille Birba           | 170                | 0,47 %             |                   |                   |        |
| LO                  | Edith Gressler          | 145                | 0,40 %             |                   |                   |        |
| PT                  | Thierry Audin           | 128                | 0,36 %             |                   |                   |        |
| Parti humaniste     | Serge Giulieri          | 3                  | 0,01 %             |                   |                   |        |

### 8ecirconscription
Cantons de Charenton-le-Pont, Maisons-Alfort-Nord et Maisons-Alfort-Sud
- Sortant : Michel Herbillon (UMP), maire de Maisons-Alfort
- PCF : Malika Zediri, conseillère régionale d'Île-de-France
- UDF-MoDem : Marie-Hélène Rougeron, conseillère municipale de Charenton-le-Pont

|                    | Premier tour | Premier tour |
| ------------------ | ------------ | ------------ |
| Nombre d'inscrits  | 61 608       | 100,00 %     |
| Nombre de votants  | 38 917       | 63,17 %      |
| Suffrages exprimés | 38 513       | 98,96 %      |

| Parti           | Candidat               | Résultats 1er tour | Résultats 1er tour |     |
| Parti           | Candidat               | Voix               | %                  |     |
| --------------- | ---------------------- | ------------------ | ------------------ | --- |
| UMP             | Michel Herbillon       | 20 502             | 53,23 %            | Élu |
| PS              | Eve Durquety           | 8 792              | 22,83 %            |     |
| UDF MoDem       | Marie-Hélène Rougeron  | 3 973              | 10,32 %            |     |
| FN              | Marie-Céleste Bruneaut | 1 390              | 3,61 %             |     |
| Les Verts       | Isabelle Agier         | 1 087              | 2,82 %             |     |
| LCR             | Bila Traoré            | 857                | 2,23 %             |     |
| PCF             | Malika Zediri          | 825                | 2,14 %             |     |
| MHAN            | Liliane Sujanszky      | 360                | 0,93 %             |     |
| LO              | Jean-François King     | 266                | 0,69 %             |     |
| LFA             | Annick Larue           | 248                | 0,64 %             |     |
| MNR             | Norbert Dupont         | 211                | 0,55 %             |     |
| Parti humaniste | Michel Deslandes       | 2                  | 0,01 %             |     |

### 9ecirconscription
Cantons d'Alfortville-Nord, Alfortville-Sud, Vitry-sur-Seine-Est et Vitry-sur-Seine-Ouest
- Sortant : René Rouquet (PS), maire d'Alfortville
- Les Verts : Jean Couthures, adjoint au maire de Vitry-sur-Seine

|                    | Premier tour | Premier tour | Second tour | Second tour |
| ------------------ | ------------ | ------------ | ----------- | ----------- |
| Nombre d'inscrits  | 51 790       | 100,00 %     | 51 790      | 100,00 %    |
| Nombre de votants  | 28 023       | 54,11 %      | 26 146      | 50,48 %     |
| Suffrages exprimés | 27 502       | 98,14 %      | 25 220      | 96,46 %     |

| Parti               | Candidat                  | Résultats 1er tour | Résultats 1er tour | Résultats 2d tour | Résultats 2d tour |       |
| Parti               | Candidat                  | Voix               | %                  | Voix              | %                 |       |
| ------------------- | ------------------------- | ------------------ | ------------------ | ----------------- | ----------------- | ----- |
| PS                  | René Rouquet              | 10 502             | 38,19 %            | 16 390            | 64,99 %           | Élu   |
| UMP                 | Emmanuel Njoh             | 6 954              | 25,29 %            | 8 830             | 35,01 %           | Battu |
| PCF                 | Evelyne Rabardel          | 2 916              | 10,60 %            |                   |                   |       |
| UDF MoDem           | François Viste            | 2 295              | 8,34 %             |                   |                   |       |
| FN                  | Romain Vincent            | 1 650              | 6,00 %             |                   |                   |       |
| Les Verts           | Jean Couthures            | 1 080              | 3,93 %             |                   |                   |       |
| LCR                 | Florence Allègre-Boubekri | 966                | 3,51 %             |                   |                   |       |
| MNR                 | Monique Charlieu          | 280                | 1,02 %             |                   |                   |       |
| LO                  | Raymond Gabet             | 236                | 0,86 %             |                   |                   |       |
| Parti Rachid Nekkaz | Binkira Binki             | 225                | 0,82 %             |                   |                   |       |
| La France en action | Emilie Mghaieth           | 204                | 0,74 %             |                   |                   |       |
| PT                  | Michèle Mikognatis        | 189                | 0,69 %             |                   |                   |       |
| Parti humaniste     | Hélène Delecourt          | 5                  | 0,02 %             |                   |                   |       |

### 10ecirconscription
Cantons d'Ivry-sur-Seine-Est, Ivry-sur-Seine-Ouest, du Kremlin-Bicêtre et de Vitry-sur-Seine-Nord
- Sortant : Jean-Claude Lefort (PCF), ne se représente pas
- MRC-PS : Jean-Luc Laurent, maire du Kremlin-Bicêtre, conseiller régional d'Île-de-France
- PCF : Pierre Gosnat, maire d'Ivry-sur-Seine
- UDF-MoDem : Annie Lefranc, conseillère municipale d'Ivry-sur-Seine
- UMP : Philippe Bachschmidt, conseiller municipal d'Ivry-sur-Seine
- Les Verts : Chantal Duchêne, conseillère municipale d'Ivry-sur-Seine

|                    | Premier tour | Premier tour | Second tour | Second tour |
| ------------------ | ------------ | ------------ | ----------- | ----------- |
| Nombre d'inscrits  | 61 134       | 100,00 %     | 61 144      | 100,00 %    |
| Nombre de votants  | 34 114       | 55,80 %      | 31 553      | 51,60 %     |
| Suffrages exprimés | 33 647       | 98,63 %      | 30 462      | 96,54 %     |

| Parti                           | Candidat             | Résultats 1er tour | Résultats 1er tour | Résultats 2d tour | Résultats 2d tour |       |
| Parti                           | Candidat             | Voix               | %                  | Voix              | %                 |       |
| ------------------------------- | -------------------- | ------------------ | ------------------ | ----------------- | ----------------- | ----- |
| PCF                             | Pierre Gosnat        | 9 734              | 28,93 %            | 19 708            | 64,70 %           | Élu   |
| UMP                             | Philippe Bachschmidt | 8 494              | 25,24 %            | 10 754            | 35,30 %           | Battu |
| MRC                             | Jean-Luc Laurent     | 7 928              | 23,56 %            |                   |                   |       |
| UDF MoDem                       | Annie Le Franc       | 2 529              | 7,52 %             |                   |                   |       |
| FN                              | Thérèse Patry        | 1 193              | 3,55 %             |                   |                   |       |
| Les Verts                       | Chantal Duchène      | 1 162              | 3,45 %             |                   |                   |       |
| LCR                             | Pascal Lê Phat Tân   | 974                | 2,89 %             |                   |                   |       |
| MNR                             | Jacqueline Rousseau  | 287                | 0,85 %             |                   |                   |       |
| MEI                             | Shehyrazade Bahri    | 266                | 0,79 %             |                   |                   |       |
| LO                              | Gisèle Pernin        | 264                | 0,78 %             |                   |                   |       |
| Communistes                     | Jean-Pierre Laurent  | 235                | 0,70 %             |                   |                   |       |
| Parti Rachid Nekkaz             | abdelkader Hamidi    | 220                | 0,65 %             |                   |                   |       |
| PT                              | Dominique Charpiat   | 154                | 0,46 %             |                   |                   |       |
| La France en action             | Richard Dali         | 145                | 0,43 %             |                   |                   |       |
| Mouvement progressiste européen | Dominique Elias      | 60                 | 0,18 %             |                   |                   |       |
| Parti humaniste                 | Eric Bastin          | 2                  | 0,01 %             |                   |                   |       |

### 11ecirconscription
Cantons d'Arcueil, Cachan, Villejuif-Est et Villejuif-Ouest
- Sortant : Jean-Yves Le Bouillonnec (PS), maire de Cachan
- PCF : Claudine Cordillot, maire de Villejuif
- Les Verts : Alain Lipietz, député européen

|                    | Premier tour | Premier tour | Second tour | Second tour |
| ------------------ | ------------ | ------------ | ----------- | ----------- |
| Nombre d'inscrits  | 57 673       | 100,00 %     | 57 674      | 100,00 %    |
| Nombre de votants  | 33 327       | 57,79 %      | 31 393      | 54,43 %     |
| Suffrages exprimés | 32 805       | 98,43 %      | 30 458      | 97,02 %     |

| Parti               | Candidat                  | Résultats 1er tour | Résultats 1er tour | Résultats 2d tour | Résultats 2d tour |        |
| Parti               | Candidat                  | Voix               | %                  | Voix              | %                 |        |
| ------------------- | ------------------------- | ------------------ | ------------------ | ----------------- | ----------------- | ------ |
| PS                  | Jean-Yves Le Bouillonnec  | 9 729              | 29,66 %            | 19 126            | 62,79 %           | Élu    |
| UMP                 | Sophie Pinon              | 8 817              | 26,88 %            | 11 332            | 37,21 %           | Battue |
| PCF                 | Claudine Cordillot        | 5 533              | 16,87 %            |                   |                   |        |
| UDF MoDem           | Isabelle Tréhou           | 3 076              | 9,38 %             |                   |                   |        |
| Les Verts           | Alain Lipietz             | 1 651              | 5,03 %             |                   |                   |        |
| FN                  | Marie-Thérèse Le Guilloux | 1 193              | 3,64 %             |                   |                   |        |
| LCR                 | Anne Leydier              | 854                | 2,60 %             |                   |                   |        |
| MPF                 | Maryvonne Gaudry          | 576                | 1,76 %             |                   |                   |        |
| MEI                 | Marie-France Oguse        | 343                | 1,05 %             |                   |                   |        |
| Parti Rachid Nekkaz | Karim Baouz               | 296                | 0,90 %             |                   |                   |        |
| LO                  | Daniel Lioubowny          | 224                | 0,68 %             |                   |                   |        |
| La France en action | Claude Maurier            | 208                | 0,63 %             |                   |                   |        |
| MNR                 | Sandrine Failla           | 188                | 0,57 %             |                   |                   |        |
| PT                  | Florence Widmer           | 109                | 0,33 %             |                   |                   |        |
| Parti humaniste     | Liliane Moro              | 8                  | 0,02 %             |                   |                   |        |

### 12ecirconscription
Cantons de Chevilly-Larue, Fresnes, L'Haÿ-les-Roses et Thiais
- Sortant : Richard Dell'Agnola (UMP), maire de Thiais
- PCF : Christian Hervy, maire de Chevilly-Larue
- PS : Patrick Sève, maire de L'Haÿ-les-Roses, conseiller régional d'Île-de-France
- UDF-MoDem : Pierre Malet, conseiller municipal de L'Haÿ-les-Roses

|                    | Premier tour | Premier tour | Second tour | Second tour |
| ------------------ | ------------ | ------------ | ----------- | ----------- |
| Nombre d'inscrits  | 64 530       | 100,00 %     | 64 529      | 100,00 %    |
| Nombre de votants  | 38 635       | 59,87 %      | 36 829      | 57,07 %     |
| Suffrages exprimés | 38 190       | 98,85 %      | 35 832      | 97,29 %     |

| Parti               | Candidat            | Résultats 1er tour | Résultats 1er tour | Résultats 2d tour | Résultats 2d tour |       |
| Parti               | Candidat            | Voix               | %                  | Voix              | %                 |       |
| ------------------- | ------------------- | ------------------ | ------------------ | ----------------- | ----------------- | ----- |
| UMP                 | Richard Dell'Agnola | 16 291             | 42,66 %            | 18 109            | 50,54 %           | Élu   |
| PS                  | Patrick Sève        | 11 582             | 30,34 %            | 17 723            | 49,46 %           | Battu |
| UDF MoDem           | Pierre Malet        | 2 929              | 7,67 %             |                   |                   |       |
| PCF                 | Christian Hervy     | 2 672              | 7,00 %             |                   |                   |       |
| Les Verts           | Dominique Merle     | 1 305              | 3,42 %             |                   |                   |       |
| FN                  | Jeannine Le Néonard | 1 232              | 3,23 %             |                   |                   |       |
| LCR                 | Stéphane Landreau   | 972                | 2,55 %             |                   |                   |       |
| PT                  | Rose-Marie Sterge   | 304                | 0,80 %             |                   |                   |       |
| MNR                 | Ghislaine Brun      | 263                | 0,69 %             |                   |                   |       |
| LO                  | Claire Maury        | 240                | 0,63 %             |                   |                   |       |
| La France en action | Dominique Cavalier  | 227                | 0,59 %             |                   |                   |       |
| Parti Rachid Nekkaz | Farid Righi         | 169                | 0,44 %             |                   |                   |       |
| Parti humaniste     | Muriel Deslandes    | 1                  | 0,00 %             |                   |                   |       |

## Val-d'Oise(95)

### 1recirconscription
Cantons de Beaumont-sur-Oise, Magny-en-Vexin, Marines, Pontoise, La Vallée-du-Sausseron, Vigny
- Sortant : Philippe Houillon (UMP), maire de Pontoise
- PS : Corinne Drolon, maire de Bray-et-Lû
- Les Verts : Michel Vampouille, vice-président du Conseil régional d'Île-de-France

|                    | Premier tour | Premier tour | Second tour | Second tour |
| ------------------ | ------------ | ------------ | ----------- | ----------- |
| Nombre d'inscrits  | 76 974       | 100,00 %     | 76 973      | 100,00 %    |
| Nombre de votants  | 47 098       | 61,19 %      | 44 321      | 57,58 %     |
| Suffrages exprimés | 46 431       | 98,58 %      | 43 242      | 97,57 %     |

| Parti               | Candidat            | Résultats 1er tour | Résultats 1er tour | Résultats 2d tour | Résultats 2d tour |        |
| Parti               | Candidat            | Voix               | %                  | Voix              | %                 |        |
| ------------------- | ------------------- | ------------------ | ------------------ | ----------------- | ----------------- | ------ |
| UMP                 | Philippe Houillon   | 23 009             | 49,56 %            | 25 358            | 58,64 %           | Élu    |
| PS                  | Corine Drolon       | 10 666             | 22,97 %            | 17 884            | 41,36 %           | Battue |
| UDF MoDem           | Alexandra Canavelis | 3 896              | 8,39 %             |                   |                   |        |
| FN                  | Huguette François   | 2 302              | 4,96 %             |                   |                   |        |
| Les Verts           | Michel Vampouille   | 1577               | 3,40 %             |                   |                   |        |
| LCR                 | Yves Lefrançois     | 1346               | 2,90 %             |                   |                   |        |
| PCF                 | Christine Appiani   | 989                | 2,13 %             |                   |                   |        |
| Le Trèfle           | Albert Lapeyre      | 840                | 1,81 %             |                   |                   |        |
| MPF                 | Jean-Yves Pied      | 601                | 1,29 %             |                   |                   |        |
| LO                  | Maryonne Martel     | 424                | 0,91 %             |                   |                   |        |
| La France en action | Raymond Léger       | 300                | 0,65 %             |                   |                   |        |
| MNR                 | Daniel Barbesant    | 246                | 0,53 %             |                   |                   |        |
| PT                  | Joël Pujol          | 235                | 0,51 %             |                   |                   |        |
| Parti humaniste     | Laurent Montane     | 0                  | 0,00 %             |                   |                   |        |

### 2ecirconscription
Cantons de Cergy-Nord, Cergy-Sud, L'Hautil, L'Isle-Adam, Saint-Ouen-l'Aumône
- Sortant : Axel Poniatowski (UMP), maire de L'Isle-Adam
- PS : Dominique Lefebvre, maire de Cergy
- UDF-MoDem : M'Barek Marir, conseiller municipal d'Auvers-sur-Oise

|                    | Premier tour | Premier tour | Second tour | Second tour |
| ------------------ | ------------ | ------------ | ----------- | ----------- |
| Nombre d'inscrits  | 114 933      | 100,00 %     | 114 930     | 100,00 %    |
| Nombre de votants  | 67 128       | 58,41 %      | 64 396      | 56,03 %     |
| Suffrages exprimés | 66 093       | 98,46 %      | 62 678      | 97,33 %     |

| Parti                | Candidat                     | Résultats 1er tour | Résultats 1er tour | Résultats 2d tour | Résultats 2d tour |       |
| Parti                | Candidat                     | Voix               | %                  | Voix              | %                 |       |
| -------------------- | ---------------------------- | ------------------ | ------------------ | ----------------- | ----------------- | ----- |
| UMP                  | Axel Poniatowski             | 30 018             | 45,42 %            | 33 270            | 53,08 %           | Élu   |
| PS                   | Dominique Lefebvre           | 18 533             | 28,04 %            | 29 408            | 46,92 %           | Battu |
| UDF MoDem            | M Barek Marir                | 5 277              | 7,98 %             |                   |                   |       |
| Les Verts            | Rose-Marie Saint-Germes Akar | 2 529              | 3,83 %             |                   |                   |       |
| FN                   | Jean-Pierre Emie             | 2 407              | 3,64 %             |                   |                   |       |
| PCF                  | Moussa Diarra                | 2 026              | 3,07 %             |                   |                   |       |
| LCR                  | Bruno Jacquin                | 1 962              | 2,97 %             |                   |                   |       |
| MPF                  | Jean-Michel Bertrand         | 705                | 1,07 %             |                   |                   |       |
| MRC                  | Laurent Carius               | 703                | 1,06 %             |                   |                   |       |
| LO                   | Eric Cassan                  | 480                | 0,73 %             |                   |                   |       |
| La France en action  | Julien Tabary                | 462                | 0,70 %             |                   |                   |       |
| Collectif Citoyen 95 | Jean-Pierre Zolotareff       | 396                | 0,60 %             |                   |                   |       |
| MNR                  | Joël Holin                   | 306                | 0,46 %             |                   |                   |       |
| PT                   | Martine Quenton              | 289                | 0,44 %             |                   |                   |       |

### 3ecirconscription
Cantons de Beauchamp, Cormeilles-en-Parisis, Herblay, Taverny
- Sortant : Jean Bardet (UMP), conseiller régional d'Île-de-France
- MPF : Armelle Chapalain, conseillère municipale de L'Isle-Adam
- PS-PRG : Nelly Léon, conseillère municipale d'Herblay
- UDF-MoDem : Geneviève Carriou, conseillère municipale de Cormeilles-en-Parisis

|                    | Premier tour | Premier tour | Second tour | Second tour |
| ------------------ | ------------ | ------------ | ----------- | ----------- |
| Nombre d'inscrits  | 83 938       | 100,00 %     | 83 938      | 100,00 %    |
| Nombre de votants  | 49 405       | 58,86 %      | 46 115      | 54,94 %     |
| Suffrages exprimés | 48 805       | 98,79 %      | 44 878      | 97,32 %     |

| Parti               | Candidat             | Résultats 1er tour | Résultats 1er tour | Résultats 2d tour | Résultats 2d tour |        |
| Parti               | Candidat             | Voix               | %                  | Voix              | %                 |        |
| ------------------- | -------------------- | ------------------ | ------------------ | ----------------- | ----------------- | ------ |
| UMP                 | Jean Bardet          | 22 014             | 45,11 %            | 24 246            | 54,03 %           | Élu    |
| PS                  | Nelly Léon           | 11 046             | 22,63 %            | 20 632            | 45,97 %           | Battue |
| UDF MoDem           | Geneviève Carriou    | 5 134              | 10,52 %            |                   |                   |        |
| FN                  | Jean Busnel          | 2 323              | 4,76 %             |                   |                   |        |
| PCF                 | Jean-Noël Carpentier | 2 191              | 4,49 %             |                   |                   |        |
| Les Verts           | Suzanne Auger        | 1 858              | 3,81 %             |                   |                   |        |
| LCR                 | Véronique Daniau     | 1623               | 3,33 %             |                   |                   |        |
| Le Trèfle           | Paule Tanguy         | 745                | 1,53 %             |                   |                   |        |
| MPF                 | Armelle Chapalain    | 740                | 1,52 %             |                   |                   |        |
| LO                  | Josette Récan        | 439                | 0,90 %             |                   |                   |        |
| La France en action | Amélie Jalladaud     | 405                | 0,83 %             |                   |                   |        |
| MRC                 | Taous Le Provost     | 287                | 0,59 %             |                   |                   |        |

### 4ecirconscription
Cantons d'Ermont, Eaubonne, Franconville, Saint-Leu-la-Forêt
- Sortant : Francis Delattre (UMP) ne se représente pas
- PCF : Rosita Jaouen, conseillère régionale d'Île-de-France
- PS : Gérard Sebaoun, conseiller général du Val-d'Oise, élu dans le canton de Franconville
- UMP : Claude Bodin, conseiller régional d'Île-de-France

|                    | Premier tour | Premier tour | Second tour | Second tour |
| ------------------ | ------------ | ------------ | ----------- | ----------- |
| Nombre d'inscrits  | 71 858       | 100,00 %     | 71 858      | 100,00 %    |
| Nombre de votants  | 43 053       | 59,91 %      | 40 225      | 55,98 %     |
| Suffrages exprimés | 42 516       | 98,75 %      | 39 117      | 97,25 %     |

| Parti               | Candidat                   | Résultats 1er tour | Résultats 1er tour | Résultats 2d tour | Résultats 2d tour |       |
| Parti               | Candidat                   | Voix               | %                  | Voix              | %                 |       |
| ------------------- | -------------------------- | ------------------ | ------------------ | ----------------- | ----------------- | ----- |
| UMP                 | Claude Bodin               | 16 696             | 39,27 %            | 21 491            | 54,94 %           | Élu   |
| PS                  | Gérard Sebaoun             | 10 241             | 24,09 %            | 17 626            | 45,06 %           | Battu |
| DLR                 | Jean-Pierre Enjalbert      | 4 390              | 10,33 %            |                   |                   |       |
| UDF MoDem           | Christophe Quarez          | 3 831              | 9,01 %             |                   |                   |       |
| FN                  | Gérard Tabary              | 1 872              | 4,40 %             |                   |                   |       |
| PCF                 | Rosita Jaouen              | 1 201              | 2,82 %             |                   |                   |       |
| Les Verts           | Eric Grujard               | 989                | 2,33 %             |                   |                   |       |
| LCR                 | Sylvie Parquet             | 921                | 2,17 %             |                   |                   |       |
| Le Trèfle           | Fabrice David              | 511                | 1,20 %             |                   |                   |       |
| MPF                 | Rémy Besançon              | 453                | 1,07 %             |                   |                   |       |
| LO                  | Marie-Françoise L'Hommedet | 329                | 0,77 %             |                   |                   |       |
| MEI                 | Daniel Blaise              | 249                | 0,59 %             |                   |                   |       |
| Parti Rachid Nekkaz | Karim Lamouri              | 224                | 0,53 %             |                   |                   |       |
| La France en action | Delphine Jalladaud         | 218                | 0,51 %             |                   |                   |       |
| MNR                 | Michel Guilhemotonia       | 191                | 0,45 %             |                   |                   |       |
| PT                  | Alain Poupard              | 142                | 0,33 %             |                   |                   |       |
| DIV                 | Michel Largillière         | 58                 | 0,14 %             |                   |                   |       |
| Parti humaniste     | Muriel Sallendre           | 0                  | 0,00 %             |                   |                   |       |

### 5ecirconscription
Cantons d'Argenteuil-Est, Argenteuil-Ouest, Argenteuil-Nord, Bezons
- Sortant : Georges Mothron (UMP), maire d'Argenteuil
- PCF : Bernard Calabuig, conseiller général du Val-d'Oise, élu dans le canton de Bezons
- Les Verts : Alima Boumediene-Thiery, sénateur de Paris

|                    | Premier tour | Premier tour | Second tour | Second tour |
| ------------------ | ------------ | ------------ | ----------- | ----------- |
| Nombre d'inscrits  | 64 076       | 100,00 %     | 64 076      | 100,00 %    |
| Nombre de votants  | 34 596       | 53,99 %      | 34 418      | 53,71 %     |
| Suffrages exprimés | 33 988       | 98,24 %      | 33 292      | 96,73 %     |

| Parti                         | Candidat                | Résultats 1er tour | Résultats 1er tour | Résultats 2d tour | Résultats 2d tour |       |
| Parti                         | Candidat                | Voix               | %                  | Voix              | %                 |       |
| ----------------------------- | ----------------------- | ------------------ | ------------------ | ----------------- | ----------------- | ----- |
| UMP                           | Georges Mothron         | 13 980             | 41,13 %            | 16 983            | 51,01 %           | Élu   |
| PS                            | Faouzi Lamdaoui         | 9 103              | 26,78 %            | 16 309            | 48,99 %           | Battu |
| PCF                           | Bernard Calabuig        | 2 387              | 7,02 %             |                   |                   |       |
| UDF MoDem                     | Françoise Inghelaere    | 1 773              | 5,22 %             |                   |                   |       |
| FN                            | Micheline Bruna         | 1 703              | 5,01 %             |                   |                   |       |
| LCR                           | Homar Slaouti           | 1 077              | 3,17 %             |                   |                   |       |
| Communistes                   | Agnès Bernard           | 692                | 2,04 %             |                   |                   |       |
| LO                            | Patrice Crunil          | 518                | 1,52 %             |                   |                   |       |
| Les Verts                     | Alima Boumediene-Thiery | 508                | 1,49 %             |                   |                   |       |
| Le Trèfle                     | Gérard Farjon           | 444                | 1,31 %             |                   |                   |       |
| MPF                           | Alain Polu              | 392                | 1,15 %             |                   |                   |       |
| Parti des Musulmans de France | Nabir Rezki             | 350                | 1,03 %             |                   |                   |       |
| La France en action           | Nathalie Marescot       | 242                | 0,71 %             |                   |                   |       |
| MNR                           | Monique Drillon         | 230                | 0,68 %             |                   |                   |       |
| MRC                           | Nasser Douidi           | 207                | 0,61 %             |                   |                   |       |
| DVG                           | Valentin Texeira        | 174                | 0,51 %             |                   |                   |       |
| PT                            | Liliane Fraysse         | 172                | 0,51 %             |                   |                   |       |
| Parti Rachid Nekkaz           | Farida Amiri-Verhaeghe  | 36                 | 0,11 %             |                   |                   |       |

### 6ecirconscription
Cantons d'Enghien-les-Bains, Saint-Gratien, Sannois, Soisy-sous-Montmorency
- Sortant : François Scellier (UMP), président du Conseil général du Val-d'Oise
- FN : Jean-Michel Dubois, conseiller régional d'Île-de-France

|                    | Premier tour | Premier tour | Second tour | Second tour |
| ------------------ | ------------ | ------------ | ----------- | ----------- |
| Nombre d'inscrits  | 72 546       | 100,00 %     | 72 546      | 100,00 %    |
| Nombre de votants  | 41 972       | 57,86 %      | 38 642      | 53,27 %     |
| Suffrages exprimés | 41 518       | 98,92 %      | 37 588      | 97,27 %     |

| Parti               | Candidat              | Résultats 1er tour | Résultats 1er tour | Résultats 2d tour | Résultats 2d tour |        |
| Parti               | Candidat              | Voix               | %                  | Voix              | %                 |        |
| ------------------- | --------------------- | ------------------ | ------------------ | ----------------- | ----------------- | ------ |
| UMP                 | François Scellier     | 20 254             | 48,78 %            | 21 836            | 58,09 %           | Élu    |
| PS                  | Marie-Paule Georgelin | 9 381              | 22,60 %            | 15 752            | 41,91 %           | Battue |
| UDF MoDem           | Haïba Ouaissi         | 4 294              | 10,34 %            |                   |                   |        |
| FN                  | Jean-Michel Dubois    | 2 000              | 4,82 %             |                   |                   |        |
| Les Verts           | François Delcombre    | 1 320              | 3,18 %             |                   |                   |        |
| PCF                 | Josiane Jeantils      | 1 112              | 2,68 %             |                   |                   |        |
| LCR                 | Irène Tine            | 860                | 2,07 %             |                   |                   |        |
| MPF                 | Philippe Jahiel       | 557                | 1,34 %             |                   |                   |        |
| Génération écologie | Michel Verna          | 494                | 1,19 %             |                   |                   |        |
| MRC                 | Mina Bouhouria        | 396                | 0,95 %             |                   |                   |        |
| LO                  | Nathalie Roméro       | 320                | 0,77 %             |                   |                   |        |
| La France en action | Francine Chenard      | 291                | 0,70 %             |                   |                   |        |
| MNR                 | Jacques Marcenaro     | 239                | 0,58 %             |                   |                   |        |

### 7ecirconscription
Cantons de Domont, Ecouen, Montmorency, Sarcelles Sud-Ouest, Viarmes
- Sortant : Jérôme Chartier (UMP), maire de Domont
- PS : Didier Arnal, ancien député, conseiller général du Val-d'Oise, élu dans le canton de Sarcelles-Sud-Ouest
- Les Verts : Michèle Loup, conseillère régionale d'Île-de-France

|                    | Premier tour | Premier tour | Second tour | Second tour |
| ------------------ | ------------ | ------------ | ----------- | ----------- |
| Nombre d'inscrits  | 80 868       | 100,00 %     | 80 868      | 100,00 %    |
| Nombre de votants  | 46 456       | 57,45 %      | 44 284      | 54,76 %     |
| Suffrages exprimés | 45 852       | 98,70 %      | 43 246      | 97,66 %     |

| Parti               | Candidat          | Résultats 1er tour | Résultats 1er tour | Résultats 2d tour | Résultats 2d tour |       |
| Parti               | Candidat          | Voix               | %                  | Voix              | %                 |       |
| ------------------- | ----------------- | ------------------ | ------------------ | ----------------- | ----------------- | ----- |
| UMP                 | Jérôme Chartier   | 21 905             | 47,77 %            | 24 553            | 56,78 %           | Élu   |
| PS                  | Didier Arnal      | 11 488             | 25,05 %            | 18 693            | 43,22 %           | Battu |
| UDF MoDem           | Martine Cabassut  | 3 465              | 7,56 %             |                   |                   |       |
| FN                  | Lydie Braconnier  | 2 222              | 4,85 %             |                   |                   |       |
| Les Verts           | Michèle Loup      | 1 479              | 3,23 %             |                   |                   |       |
| LCR                 | Alice Pelletier   | 1 331              | 2,90 %             |                   |                   |       |
| PCF                 | Sandrine Berger   | 962                | 2,10 %             |                   |                   |       |
| Le Trèfle           | Lionel Breton     | 740                | 1,61 %             |                   |                   |       |
| MPF                 | Gilles Brunebarbe | 706                | 1,54 %             |                   |                   |       |
| DLR                 | Mardoché Sebbag   | 567                | 1,24 %             |                   |                   |       |
| LO                  | Gilles Bonhomme   | 401                | 0,87 %             |                   |                   |       |
| MNR                 | Michèle Sevilla   | 318                | 0,69 %             |                   |                   |       |
| La France en action | Pascale Olivarès  | 268                | 0,58 %             |                   |                   |       |

### 8ecirconscription
Cantons de Garges-lès-Gonesse Est, Garges-lès-Gonesse Ouest, Sarcelles Nord-Est, Villiers-le-Bel
- Sortant : Dominique Strauss-Kahn (PS), adjoint au maire de Sarcelles
- PCF : Francis Parny, vice-président du Conseil régional d'Île-de-France
- UMP : Sylvie Noachovitch, conseillère municipale d'Enghien-les-Bains
- MRC : Rachid Adda, conseiller régional d'Île-de-France

|                    | Premier tour | Premier tour | Second tour | Second tour |
| ------------------ | ------------ | ------------ | ----------- | ----------- |
| Nombre d'inscrits  | 48 848       | 100,00 %     | 48 838      | 100,00 %    |
| Nombre de votants  | 24 859       | 50,89 %      | 26 088      | 53,42 %     |
| Suffrages exprimés | 24 449       | 98,35 %      | 25 517      | 97,81 %     |

| Parti               | Candidat                  | Résultats 1er tour | Résultats 1er tour | Résultats 2d tour | Résultats 2d tour |        |
| Parti               | Candidat                  | Voix               | %                  | Voix              | %                 |        |
| ------------------- | ------------------------- | ------------------ | ------------------ | ----------------- | ----------------- | ------ |
| UMP                 | Sylvie Noachovitch        | 9 136              | 37,37 %            | 11 363            | 44,53 %           | Battue |
| PS                  | Dominique Strauss-Kahn    | 9 046              | 37,00 %            | 14 154            | 55,47 %           | Élu    |
| FN                  | Roger Eliman              | 978                | 4,00 %             |                   |                   |        |
| PCF                 | Francis Parny             | 874                | 3,57 %             |                   |                   |        |
| UDF-MoDem           | Jean-Michel Cadiot        | 812                | 3,32 %             |                   |                   |        |
| Europalestine       | Boualem Snaoui            | 735                | 3,01 %             |                   |                   |        |
| MRC                 | Rachid Adda               | 659                | 2,70 %             |                   |                   |        |
| LCR                 | Philippe Guegdes          | 531                | 2,17 %             |                   |                   |        |
| Les Verts           | Chantal Gourinel          | 334                | 1,37 %             |                   |                   |        |
| DVG                 | Farid Saidani             | 324                | 1,33 %             |                   |                   |        |
| MPF                 | Patricia Plisson          | 313                | 1,28 %             |                   |                   |        |
| DIV                 | Claude Ribbe              | 308                | 1,26 %             |                   |                   |        |
| La France en action | Marie-Christine Jalladaud | 133                | 0,54 %             |                   |                   |        |
| LO                  | Mohamed El Marbati        | 124                | 0,51 %             |                   |                   |        |
| MEI                 | Jimmy Mulot               | 108                | 0,44 %             |                   |                   |        |
| Parti Rachid Nekkaz | Faroudja Taieb            | 34                 | 0,14 %             |                   |                   |        |

À la suite de sa nomination à la tête du Fonds monétaire international, Dominique Strauss-Kahn démissionne de son mandat de député le 19 octobre 2007. Une élection législative partielle est organisée les 9 et 16 décembre 2007.

#### Résultats de l'élection législative partielledes9 décembre 2007et16 décembre 2007
- FN : Jean-Michel Dubois, conseiller municipal d'Enghien-les-Bains, conseiller régional d'Île-de-France
- PCF : Francis Parny, conseiller municipal de Garges-lès-Gonesse, conseiller régional d'Île-de-France
- PS : François Pupponi, maire de Sarcelles, conseiller général du Val-d'Oise, élu dans le canton de Sarcelles-Nord-Est
- UMP : Sylvie Noachovitch, conseiller municipal d'Enghien-les-Bains
- MRC : Rachid Adda, conseiller régional d'Île-de-France

|                    | Premier tour | Premier tour | Second tour | Second tour |
| ------------------ | ------------ | ------------ | ----------- | ----------- |
| Nombre d'inscrits  | 48 603       | 100,00 %     | 48 603      | 100,00 %    |
| Nombre de votants  | 12 182       | 25,06 %      | 14 908      | 30,67 %     |
| Suffrages exprimés | 11 997       | 98,48 %      | 14 585      | 97,83 %     |

| Parti     | Candidat           | Résultats 1er tour | Résultats 1er tour | Résultats 2d tour | Résultats 2d tour |        |
| Parti     | Candidat           | Voix               | %                  | Voix              | %                 |        |
| --------- | ------------------ | ------------------ | ------------------ | ----------------- | ----------------- | ------ |
| PS        | François Pupponi   | 4 659              | 38,83 %            | 7 916             | 54,27 %           | Élu    |
| UMP       | Sylvie Noachovitch | 4 491              | 37,43 %            | 6 669             | 45,73 %           | Battue |
| FN        | Jean-Michel Dubois | 896                | 7,47 %             |                   |                   |        |
| PCF       | Francis Parny      | 724                | 6,03 %             |                   |                   |        |
| MRC       | Rachid Adda        | 376                | 3,13 %             |                   |                   |        |
| UDF-MoDem | Jean-Michel Cadiot | 365                | 3,04 %             |                   |                   |        |
| LCR       | Philippe Guegdes   | 298                | 2,48 %             |                   |                   |        |
| Les Verts | Chantal Gourinel   | 188                | 1,57 %             |                   |                   |        |

Cette élection législative partielle a fait l'objet d'un recours devant le Conseil constitutionnel, déposé par Sylvie Noachovitch en date du 24 décembre 2007. Dans sa décision 2007-4176 du 26 juin 2008, le Conseil constitutionnel a rejeté cette requête.

### 9ecirconscription
Cantons de Gonesse, Goussainville, Luzarches
- Sortant : Jean-Pierre Blazy (PS), maire de Gonesse
- PCF : Thierry Chiabodo, conseiller municipal de Goussainville
- UDF-MoDem : Guy Messager, maire de Louvres
- UMP : Yanick Paternotte, conseiller général, maire de Sannois

|                    | Premier tour | Premier tour | Second tour | Second tour |
| ------------------ | ------------ | ------------ | ----------- | ----------- |
| Nombre d'inscrits  | 65 352       | 100,00 %     | 65 355      | 100,00 %    |
| Nombre de votants  | 35 236       | 53,92 %      | 34 705      | 53,10 %     |
| Suffrages exprimés | 34 661       | 98,37 %      | 33 812      | 97,43 %     |

| Parti               | Candidat            | Résultats 1er tour | Résultats 1er tour | Résultats 2d tour | Résultats 2d tour |       |
| Parti               | Candidat            | Voix               | %                  | Voix              | %                 |       |
| ------------------- | ------------------- | ------------------ | ------------------ | ----------------- | ----------------- | ----- |
| UMP                 | Yanick Paternotte   | 13 710             | 39,55 %            | 17 051            | 50,43 %           | Élu   |
| PS                  | Jean-Pierre Blazy   | 10 010             | 28,88 %            | 16 761            | 49,57 %           | Battu |
| UDF MoDem           | Guy Messager        | 4 191              | 12,09 %            |                   |                   |       |
| FN                  | Thérésa Brochard    | 1 850              | 5,34 %             |                   |                   |       |
| PCF                 | Thierry Chiabodo    | 1 661              | 4,79 %             |                   |                   |       |
| LCR                 | Catherine Jegou     | 911                | 2,63 %             |                   |                   |       |
| Les Verts           | Michel Atalay       | 663                | 1,91 %             |                   |                   |       |
| Le Trèfle           | Alain Le Bescond    | 447                | 1,29 %             |                   |                   |       |
| MNR                 | François Lusinchi   | 395                | 1,14 %             |                   |                   |       |
| Parti Rachid Nekkaz | Mohamed Ouerfelli   | 321                | 0,93 %             |                   |                   |       |
| LO                  | Catherine Abiet     | 299                | 0,86 %             |                   |                   |       |
| La France en action | Jean-Pierre Cantais | 203                | 0,59 %             |                   |                   |       |